# Clásico del fútbol chileno
El Clásico del fútbol chileno es el partido que enfrenta a los dos equipos más populares de Chile, Colo-Colo y la Universidad de Chile de la capital Santiago.
El primer encuentro entre los dos equipos data del 9 de junio de 1935, en los Campos de Sports de Ñuñoa, con victoria alba por 3-2. El tercer juego se realizó como uno de dos encuentros que los azules debieron enfrentar ante dos equipos profesionales, como una especie de examen para su ingreso al campeonato profesional de 1938, siendo el resultado final un empate a tres tantos. Los goles fueron convertidos por Guillermo Riera (2) y Raúl Davanzo para los universitarios, mientras que para los colocolinos anotaron Segundo Flores (2) y Manuel Arancibia.  Debido a que este encuentro se lleva a cabo cuando el equipo Universidad de Chile estaba en proceso de profesionalizarse, no se considera dentro de los clásicos oficiales.
El primer encuentro oficial fue el 7 de agosto de 1938 con victoria para Colo-Colo por 1-0, pero esta rivalidad deportiva recién comenzó a gestarse a finales de la década de 1950, específicamente el 11 de noviembre de 1959 por la definición del campeonato nacional se impuso la "U" por 2-1. Desde entonces se han enfrentado en cada temporada por el torneo chileno con excepción de 1989, año en que el equipo Universidad de Chile se encontraba en segunda división (aunque se enfrentaron por la Copa Chile). No obstante existen antecedentes de una rivalidad más temprana, como el encuentro disputado el 12 de mayo de 1940 en el cual Alfonso Domínguez, de Colo-Colo, le propinó un golpe de puño a José Balbuena, de la Universidad de Chile, como respuesta a una fuerte falta del jugador universitario, o el enfrentamiento en 1952, cuando el árbitro Charles Mackenna expulsó al colocolino Arturo Farías, el equipo albo consideró la expulsión injusta, motivo por el cual el jugador albo no salió de la cancha y el árbitro indicado decidió retirarse dando por terminado el partido en el minuto 67.
Desde el 7 de agosto de 1938, se han jugado 245 partidos: Colo-Colo ganó 110 partidos, contra 64 triunfos de Universidad de Chile, y 71 empates, una ventaja de 46 triunfos en favor de Colo-Colo.

## Estadios

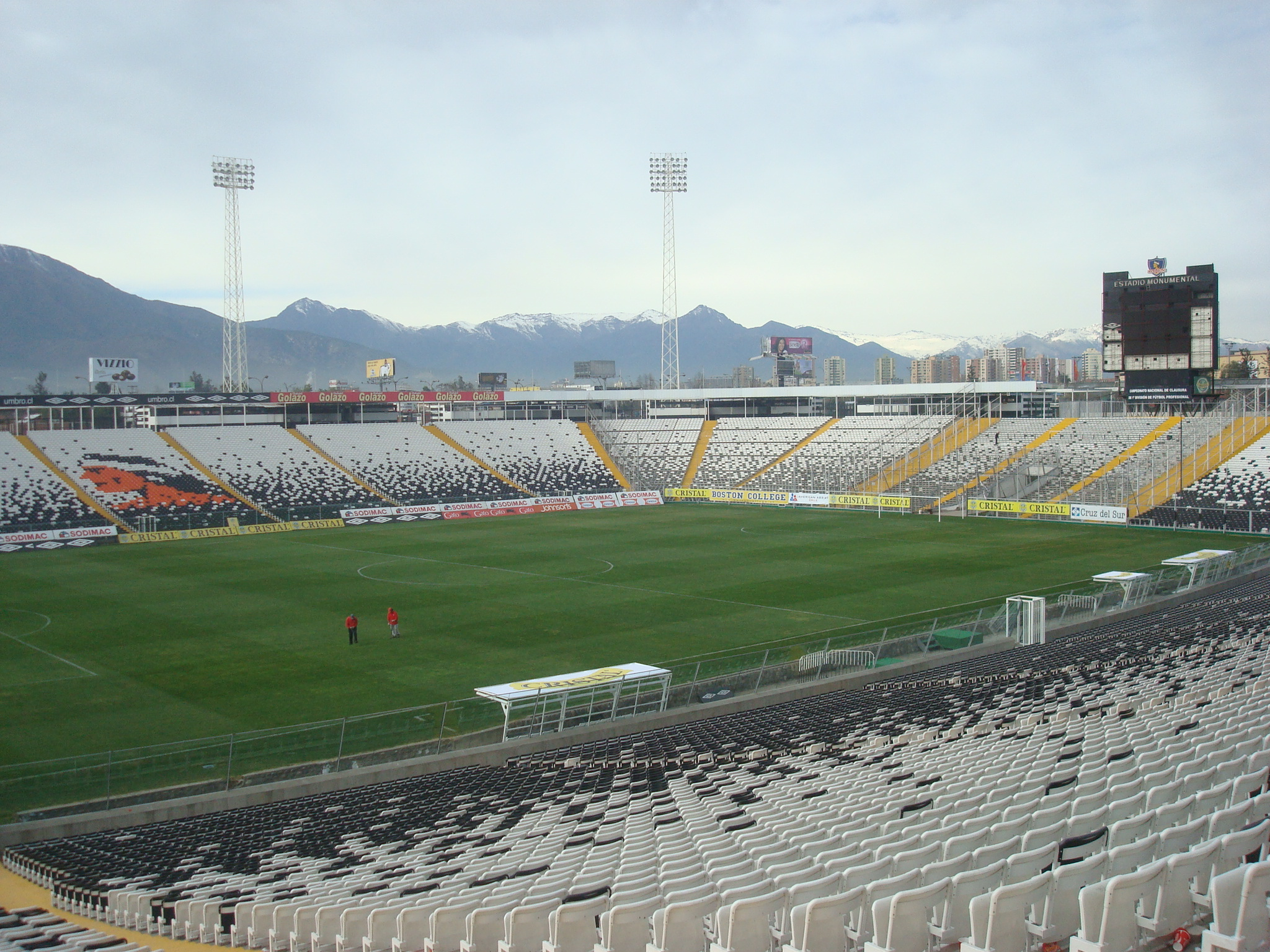
El Estadio Monumental.

Según algunos profesionales relacionados con el diseño y explotación de esta clase de obras, un estadio propio genera una repercusión social, económica, arquitectónica, cultural, y es un testimonio tanto de la evolución, como del desempeño de un club deportivo. En ese contexto, Colo Colo ha sido propietario de dos recintos: El Estadio de Carabineros y el Monumental. Tras décadas de recaudaciones y aperturas preliminares, el 30 de septiembre de 1989 reinauguró el Monumental, contando desde esa fecha con sus instalaciones como sede regular. Posee una capacidad de 43 667 espectadores y ha sido escenario de la final de Copa Libertadores 1991, Copa Interamericana 1992 y Copa América 2015. 
En cuanto a Universidad de Chile, hasta la fecha no cuenta con un recinto propio, debiendo oficiar de local en estadios como el Nacional y Santa Laura.

## Historia

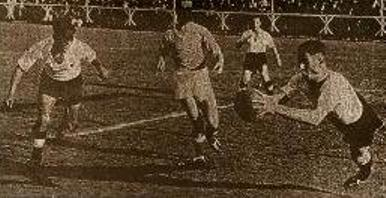
Colo-Colo frente a Universidad de Chile el 23 de abril de 1938.

El primer clásico oficial se disputó el día 7 de agosto de 1938, con victoria de Colo-Colo por 6-0 en un encuentro disputado en los Campos de Sports de Ñuñoa, este encuentro coincide con la mayor diferencia de goles en la historia, Colo-Colo repetiría otra goleada en 1938 esta vez por 6-1. Durante los primeros años el dominio albo fue claro consiguiendo entre 1939 y 1941 la mayor cantidad de victorias consecutivas (6 encuentros) y la mayor racha sin perder por campeonatos nacionales entre 1939 y 1944. De 47 partidos por primera división Colo-Colo ganó 26, empataron 13 y Universidad de Chile ganó 8.
Sin embargo, cabe destacar que en los años previos a 1940 la Universidad de Chile se encontraba en pleno proceso de adecuarse al sistema del fútbol profesional, habiendo surgido del fútbol amateur para recién subir los primeros escalones del torneo nacional, por lo que en general se consideran los clásicos desde el 12 de mayo de 1940 ("clásico del puñetazo") en adelante para la cuenta de clásicos.
Dentro de la evidente tendencia histórica, la mejor época de Universidad de Chile se produjo durante el denominado Ballet Azul a mediados del siglo XX, entre 1959 y 1969 se enfrentaron por el campeonato nacional en 24 ocasiones con 14 victorias para la "U", 6 empates y 4 victorias para el cacique. Colo-Colo revirtió esta situación y entre 1970 y 1991 por el campeonato nacional se enfrentaron en 50 ocasiones con 26 triunfos albos, 15 empates y 9 victorias azules. Desde 1992, la estadística registra 65 encuentros por el campeonato nacional: 30 victorias albas, 18 empates y 17 victorias azules. Por torneos internacionales se han enfrentado en 2 ocasiones con un triunfo para Colo-Colo y un empate.
El 16 de noviembre de 1986 se produjo la mayor asistencia del Superclásico al Estadio Nacional con 77.848 espectadores, mientras que la mayor asistencia del mismo al Estadio Monumental se produjo el 25 de octubre de 1992 con 69.339 espectadores. La convocatoria de público se ha reducido a lo largo del tiempo por razones de seguridad, por sanciones derivadas de actos de violencia, medidas de control de la pandemia por Covid-19, la amplia disponibilidad de la señal televisiva que transmite el evento, y por el uso de estadios de menor aforo en el caso del equipo Universidad de Chile, hasta llegar a cifras cercanas a 30.000 personas.
Desde el inicio del siglo XXI el equipo Universidad de Chile pasó un periodo de 23 años sin derrotar en calidad de visitante a Colo Colo: el resultado de 2-3 registrado el 9 de septiembre de 2001, dos días antes de la caída de las Torres Gemelas, fue seguido por más de dos décadas en que el cuadro estudiantil obtenía solo derrotas o empates en la cancha de su rival, inscribiéndose esta mala racha como un récord dentro de los partidos clásicos del fútbol, con 13 entrenadores consecutivos y 128 futbolistas que pasaron por Universidad de Chile sin ganar en condición de visitante. El entrenador azul Frank Darío Kudelka acuñó el concepto miedo institucional para describir el fenómeno que se vivió en su club durante ese periodo. La racha terminó el 10 de marzo de 2024, día en que Universidad de Chile venció por 0-1 a Colo-Colo de visitante, 22 años y medio después de la última victoria.
En calidad de local,  la última victoria del equipo concesionado a Azul Azul se produjo el 5 de mayo de 2013, es decir, acumula más de una década de sequía en victorias. La disparidad en los resultados acumulados, la menguante convocatoria de público y el periodo sin triunfos de Universidad de Chile entre 2013 y la actualidad han hecho que se cuestione la vigencia de su estatus de partido mayor o superclásico.,

### Victorias destacadas de Universidad de Chile

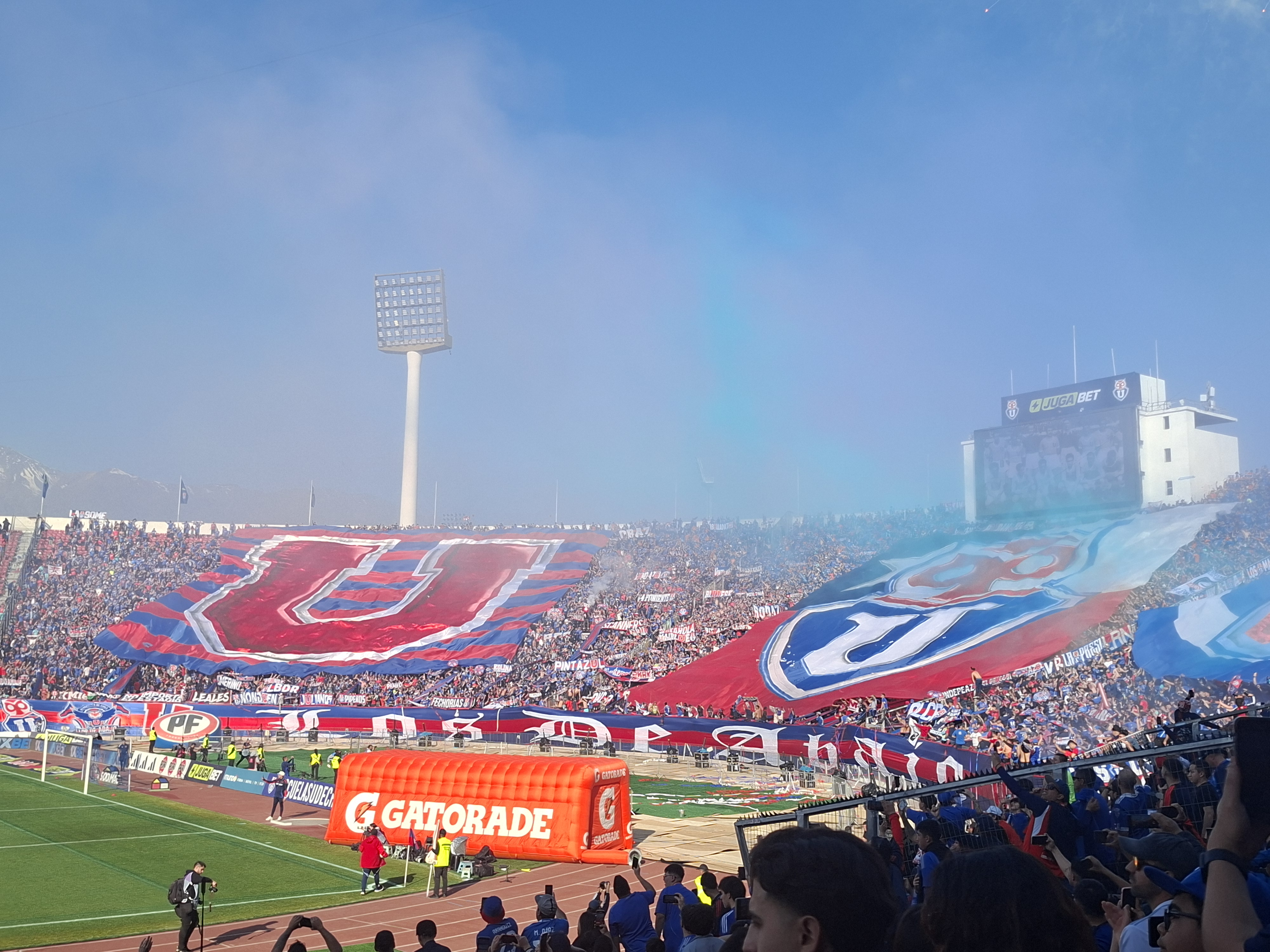
Los de Abajo en el Estadio Nacional.

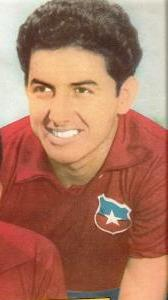
Leonel Sánchez es uno de los grandes goleadores de la «U».

La siguiente lista repasa los principales triunfos azules, en los cuales sobresalen las victorias en las finales del campeonato nacional de 1959, de la Copa Polla Gol 1979 y de la Liguilla Pre-Libertadores 1980, además de conseguir la amplia victoria por 6-3 en el partido disputado el 19 de enero de 1963, siendo el clásico con la mayor cantidad de goles anotados, desde que ambos cuadros son rivales.
- 20.000 espectadores asistieron a la primera victoria azul, ocurrió en 1939 y fue un 2-1 con goles de Riera y Holzaphel.

- A pesar de que en aquella época, el partido aún no se consideraba como clásico, el triunfo azul de 1945 por 2 a 1, es recordado, ya que logró romper con la que a la postre sería, la peor racha en la historia del cuadro laico en los superclásicos. Anotaron para los azules en aquel partido, el uruguayo Ubaldo Cruché y Ulises Ramos.

- La primera vez que los clásicos rivales, chocaron por la estrella máxima del fútbol chileno. En el Estadio Nacional, con 50.474 espectadores, el 11 de noviembre de 1959, los azules ganaron 2-1 con tantos de Leonel Sánchez (39’) y Ernesto Álvarez (50’). Descuento para Colo-Colo de Juan Soto Mura (70’). Para muchos este es considerado el primer superclásico.[19]

- El 22 de diciembre de 1959, volvieron a enfrentarse para definir, el tercer lugar de la Copa Chile de ese año. Universidad de Chile se llevó el triunfo en Ñuñoa, con gol de Luis Ibarra en el minuto 72.

- El 19 de enero de 1963, fue testigo de la mayor goleada azul (en cuanto a goles marcados por la "U"), en la historia de los clásicos por 6 tantos a 3, para los azules marcaron Ernesto Álvarez, Rubén Marcos, Braulio Musso y un hat trick de Carlos Campos (quien había suspendido su matrimonio para poder jugar este partido).[20] Abdón Portillo, Bernardo Bello y Luis Hernán Álvarez, descontaron para Colo-Colo.

- En el Superclásico disputado el 18 de noviembre de 1972, Universidad de Chile consigue ganar a su rival ya clásico Colo-Colo por 3-0, con tres anotaciones del histórico Jorge Socias, en un partido que se desenredó tras la expulsión a Leonel Herrera, además de una baja actuación del portero albo Miguel Ángel Onzari.[21] Aquella victoria resaltó en el medio local, debido a la gran participación del archirrival en el campeonato nacional,a la postre campeón del torneo, con una destacada campaña internacional al año siguiente, que derivó en la Final de la Copa Libertadores.[22]

- Los azules celebraron nuevamente el 14 de abril de 1979. Por la final de la Copa Polla Gol con 74.111 espectadores que repletaron el Estadio Nacional. Colo-Colo se puso en ventaja con tanto del defensor Atilio Herrera (3’), pero los goles de Luis Alberto Ramos (18’) y Héctor Hoffens (51’), entregaron la copa a las huestes universitarias.[23]

- El 3 de enero de 1981, presenciada por 74.747 fanáticos en el Estadio Nacional, los azules se imponen en la definición, por el paso a la Copa Libertadores de 1981, luego de que ambos llegaron, a una completa paridad a ocho unidades, en la ronda de todos contra todos. Severino Vasconcelos abrió el marcador a tres minutos del descanso, con impecable tiro libre al palo izquierdo del portero Carballo. Sandrino Castec dio el empate transitorio a la "U" a los 15’ del segundo tiempo. A los 86’ Carlos Rivas desperdicia un penal para Colo-Colo y Hugo Carballo atrapa el balón. Minutos después, Arturo Salah logra el 2-1 y el paso de la “U” al certamen continental de 1981.[24]

- El 11 de enero de 1989, en un partido correspondiente al torneo del año anterior, ambos cuadros se enfrentaban en un partido pendiente por la 26º fecha del torneo, y con necesidades completamente distintas. Mientras que los albos, quienes habían comenzado con bastantes dudas, llegando a ser colistas del torneo, ahora estaban preparándose para pelear un cupo a la Copa Libertadores por la Liguilla. Mientras que el cuadro azul, tras una pésima campaña, peleaba por no descender a la Segunda División. Se generó mucho morbo, puesto que en las bancas de los equipos estaban Manuel Pellegrini por los azules y Arturo Salah por los albos, quienes eran conocidos por ser grandes amigos desde que ambos vistieron la camiseta azul durante la década de los '80, por lo que personas como Nelson Acosta insinuaron un arreglo entre los entrenadores.[25] En el partido, la U fue superior y ganó 3-0, con anotaciones de Jorge Pérez, Cristián Olguín y Roberto Reynero, ante los gritos y desmanes de la barra Colocolina, que acusaban un arreglo. A la postre, el cuadro azul terminó descendiendo.

- Ya de regreso a Primera División, la "U" peleó el descenso en 1990 y 1991, mientras que su archirrival se coronaba tricampeón y campeón de la Copa Libertadores 1991. Con fecha 12 de julio de 1992 ambos cuadros se enfrentaban por el Torneo de 1992 ante 65.228 personas en el Estadio Nacional, quienes vieron una victoria azul por 2-0, con doblete de Eduardo Gino Cofré. Este partido se recuerda por su rudeza, ya que hubo cinco jugadores expulsados (tres albos y dos azules), como del penal que Sergio Vargas le atajó a Claudio Borghi, con rebote de rabona incluido.[22][26]

- Durante la Copa Chile 1993, el cuadro azul obtuvo su primera victoria oficial en el Estadio Monumental ante los albos. El 28 de febrero de 1993, con un gol solitario de Zambrano, tras un tiro libre de Mariano Puyol del cual el arquero José Daniel Morón dio rebote, el cuadro azul se llevó los puntos de Macul.[27]

- La victoria cosechada el 10 de abril de 1994, resultó ser sin duda, además de una goleada memorable (el partido finalizó 4 a 1 para la "U"), el nacimiento de uno de los más grandes ídolos "Azules". Ambos equipos se enfrentaron. Por la primera fase de la Copa Chile de ese año, ante 47.384 espectadores presentes en el Estadio Nacional, allí el entonces juvenil Marcelo Salas se inscribió con un hattrick, ante el eterno rival que hasta el día de hoy es recordado. En ese partido, además, marcó Esteban Valencia de penal para la Universidad de Chile y Rubén Vallejos, en el descuento para Colo-Colo.[28]

- Por la Copa Chile 2000 (Torneo de Apertura), por las semifinales se enfrentan "Albos" y "Azules", en partido único en el Estadio Nacional, el 3 de mayo. 3-1 ganaron los "Azules", con tantos de Cristián Flores (29’, autogol), Pedro González (79’) y Rodrigo Barrera (88’). Descontó José Luis Sierra (37’) para Colo-Colo. La "U" a la postre, sería campeón de dicho certamen y también del campeonato nacional de ese año.

- El clásico disputado en el Estadio Monumental, el 9 de septiembre de 2001, es recordado por los hinchas "Azules", debido a que en esa ocasión, la "U" presentó un equipo compuesto en su mayoría, por suplentes y jugadores con poca experiencia en clásicos, y contra todo pronóstico, dio vuelta un marcador de 1-2 en contra (gol de Sebastián González y autogol de Cristián Castañeda para Colo-Colo), para imponerse finalmente por 3-2 con goles de Diego Rivarola, (recordado por su celebración, donde mostró por primera vez, la polera con el rostro de "Gohan" transformado en Supersaiyajin (aunque por confusión de los relatores, dijeron que era Gokú el de la polera, y quedando con ese apodo), cuando se encaramó sobre la reja, que cubre el sector "Magallanes" del Estadio Monumental, donde se encontraban los hinchas "azules", Los de Abajo), Arilson Da Costa y Carlos Garrido, este último gol con el tiempo ya cumplido, hasta ese punto era la última victoria "Bullanguera" en la casa de su archirrival antes que en 2024 le volviera a ganar a su archirrival en el Monumental.[29]

- El 8 de febrero de 2004, en partido válido por la Primera fecha del Torneo de Apertura, Universidad de Chile consiguió una de sus mayores goleadas al imponerse por 4-0 sobre el conjunto "Albo". Ese día anotaron para la "U" Diego Rivarola, Manuel Iturra y Sergio Gioino, en dos oportunidades. Los azules terminarían siendo el campeón de aquel torneo.[30]

- El 12 de abril de 2008, la "U" pasaba por una crisis futbolística y económica. En el Estadio Nacional, vence 1-0 a Colo-Colo, con gol de Manuel Villalobos, luego de 3 años sin conocer victorias y encontrándose, en el decimosegundo lugar de la tabla de posiciones.

- El 30 de abril de 2011, el equipo "Laico" vuelve a abrazarse, después de tres años en donde solo supo de empates y derrotas. El "Bulla" nuevamente derrota a su archirrival en el Estadio Nacional. Colo-Colo abrió la cuenta con el tanto de Ezequiel Miralles, sin embargo, a 5 minutos del fin del tiempo reglamentario, Charles Aránguiz cae en el área luego de una falta de Luis Pavez y el árbitro cobra penal, el cual Gustavo Canales transformó en gol e hizo estéril la volada del golero uruguayo de los albos Juan Guillermo Castillo. El segundo gol, fue anotado por Diego Rivarola, tras un centro de Eduardo Vargas, desde el costado derecho, cuando restaba tan solo 1 minuto, para el fin del tiempo reglamentario, dándole una victoria épica a los "Azules", en el epílogo del encuentro y terminando así con los 3 años de sequías.[31] Este partido generó varios comentarios del diputado PPD Marco Núñez vía Twitter, los que fueron repudiados[32] por su contenido clasista.

- El 29 de abril de 2012, en el Estadio Nacional ante 44.500 espectadores (en su mayoría hinchas azules), la "U" consigue la mayor goleada sobre Colo-Colo al derrotarlo por 5-0, con goles de Marcelo Díaz, Matías Rodríguez en dos ocasiones, Igor Lichnovsky y Ángelo Henríquez. También fue el debut de Ángelo Henríquez en un clásico, marcando en su debut. Como anécdota, este jugador después de anotar, se saca la camiseta y debajo llevaba una camiseta de Gohan, aludiendo a Diego Rivarola jugador que se ganó un nombre con la camiseta azul, por sus buenas actuaciones ante Colo-Colo y por ser su apodo Goku. El 29 de abril de 2012 es un día inolvidable para hinchas y jugadores de la "U". En ese tiempo Jorge Sampaoli era director técnico del cuadro estudiantil.[33]

- El 24 de junio de 2012, nuevamente en el Estadio Nacional (aunque en partido válido por la llave de la semifinal vuelta del Torneo de Apertura 2012), Universidad de Chile vence a Colo-Colo por 4-0, con goles de Ángelo Henríquez y una tripleta de Junior Fernandes, permitiéndoles pasar a disputar la final del campeonato contra O'Higgins (cuya final posteriormente la ganaría).[34] Cabe destacar que en esta oportunidad, los azules lograron dar vuelta la llave respecto al partido de ida (efectuado el 17 de junio de 2012), en el cual Colo-Colo los había derrotado por 2-0.

- El 5 de mayo de 2013, Universidad de Chile derrotó 3-2 a Colo-Colo en el Estadio Nacional en un vibrante partido que se definió en el epílogo (faltando tres minutos para el término del encuentro) con gol de Charles Aránguiz tras ser habilitado dentro del área por el volante argentino Gustavo Lorenzetti.[35]
- El 2 de diciembre de 2015, Universidad de Chile derrotó a Colo-Colo en el Estadio La Portada de la ciudad de la Serena por la final de la Copa Chile 2015. En el minuto 25 del primer tiempo, Mathías Corujo abriria el marcador para los azules, sin embargo en el minuto 92 del segundo tiempo, Luis Pedro Figueroa pondría el empate para los albos llevando el partido a penales. El primer penal lo convierte Leonardo Valencia, Jaime Valdés anotaría el empate albo, luego Gonzalo Espinoza pondría el 2 a 1, Martín Rodríguez fallaría su tiro siendo atajado por el arquero azul Johnny Herrera, el argentino Matías Rodríguez anotaría el 3 a 1, pero descontaría Julio Barroso, Mathías Corujo convierte el 4 a 2 mientras Gonzalo Fierro pondría el 4 a 3. El último penal lo marcaría el arquero azul Johnny Herrera batiendo al arquero albo Justo Villar  y así el equipo azul levantaria la Copa Chile por quinta vez en su historia. Esta sería la última victoria de Universidad de Chile en clásicos hasta el 10 de marzo de 2024.[36][37]

- El 10 de marzo de 2024, Universidad de Chile volvería a ganar un Superclásico por la cuarta fecha del torneo de Primera División 2024 por 1-0 y en el Estadio Monumental, rompiendo una sequía de 23 encuentros, casi 11 años sin ganar y 23 años sin ganar de visitante ante el conjunto albo. La anotación vendría de cabeza al minuto 30 por el mediocampista Israel Poblete, el partido en general sería dominado por los azules. También es un encuentro recordado por la vuelta de los bicampeones de América e ídolos de ambos cuadros, Arturo Vidal y Marcelo Díaz.[38]

- El 12 de julio de 2025, el equipo "Laico" volvió a abrazarse en un Superclasico en condición de local tras 12 años sin ganar al archirrival en el Estadio Nacional por el partido pendiente de la septima fecha de la Liga de Primera 2025. En este partido el "Bulla" derroto 2-1 a los "Albos" en un encuentro que los tres goles fueron cobrados por Penalti (2 de ellos fueron realizados por el VAR). La Universidad de Chile abrió la cuenta al minuto 32 por el penal convertido por Charles Aránguiz quien fue la figura de este encuentro, minutos más tarde llegaría el empate de Colo-Colo al minuto 38 por el penal realizado por Claudio Aquino. En el segundo tiempo cuando el partido estaba electrizante por ambos lados en el minuto 52 se declara nuevamente penal para el equipo "Azul" luego que Sebastián Vegas le comete una infracción a Fabián Hormazábal dentro del área, por ende Aránguiz nuevamente es el encargado de lanzar el penal y al minuto 55 "El Príncipe" convierte el 2-1 para la "U". Eso si el partido tuvo algunas polémicas ya que al final del tiempo reglamentario del segundo tiempo ocurre el manotazo de Marcelo Díaz a Esteban Pavez en donde ambos se van expulsados ya que tenían tarjetas amarillas antes del enfrentamiento y también al término del encuentro el director técnico del "Cacique" Jorge Almirón recibió tarjeta roja luego de reclamar por el resultado. Con este resultado la "U" completo un hito de ganar todos los partidos de local de la primera rueda de la Liga de Primera 2025 y además acercándose a un punto de los lideres. [39][40]

### Victorias destacadas de Colo-Colo

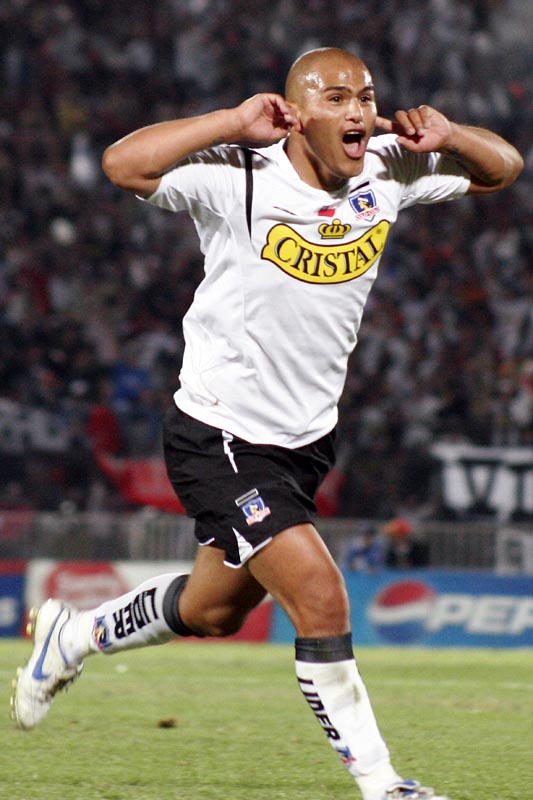
Humberto Suazo participó en la victoria de 4-2 de Colo-Colo el año 2006

A continuación se listan los detalles de los encuentros más recordados por la parcialidad alba, entre los que se destaca ser el primero en vencer, conseguir la mayor goleada, llevarse el partido con más goles, tener la racha más larga de victorias y partidos sin perder y ser también el primero en ganar en enfrentamientos internacionales. Además, cuenta con el jugador con más presencias (Misael Escuti).

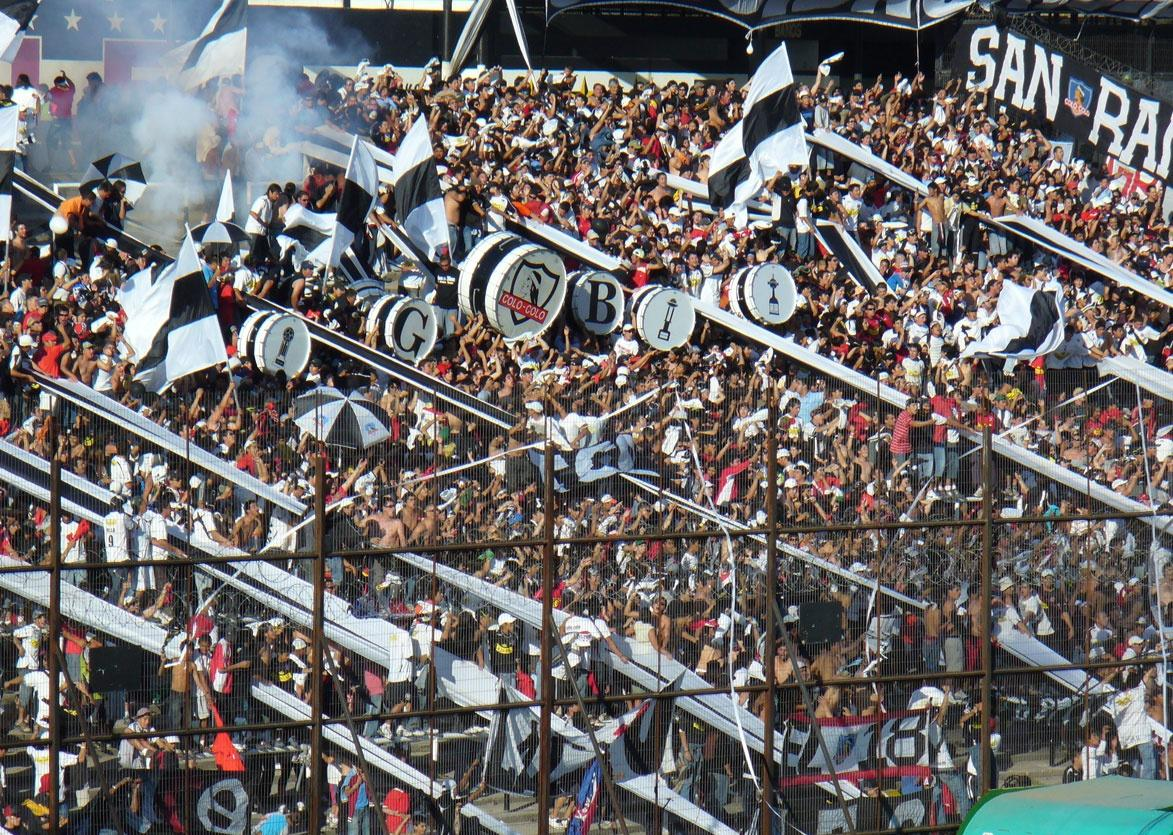
La Garra Blanca en el Estadio Monumental.

- La primera vez que definieron un torneo fue el 5 de mayo de 1940 azules y blancos se vieron la caras en la final del Torneo de Apertura en el Estadio Nacional. Los albos se quedaron con el clásico luego de ganar por 3 a 2 con goles de Alfonso Domínguez (57’ y 66’) y Juan Vergara (9’). Por la Universidad de Chile convirtió Eduardo Holzapfel (3’ y 89’). No obstante, la U a final de año conseguiría de todas formas quedarse con el título de la primera división chilena al sacarle 4 puntos de ventaja a su archirrival.[41]

- El primer enfrentamiento oficial coincide con la máxima goleada en la historia del superclásico. Ocurrió el 7 de agosto de 1938, partido en el cacique le propinó un 6-0 a su eterno rival, con 2 goles de Manuel Arancibia, 3 de Segundo Flores y 1 de Carlos Arancibia en los campos del Sport de Ñuñoa.[42]

- El 18 de julio de 1977. Ante 60.000 personas, Colo-Colo ganó el superclásico con más goles de la historia: 5 a 4. Colo-Colo logró ponerse en ventaja 3-1 al final de la primera parte, pero en el segundo tiempo, la "U" logró empatar el partido a los 76', con anotación de Jorge Neumann. Los Albos volvieron a obtener la ventaja en el marcador, con goles de Juan Carlos Orellana a los 79' y Ramón Héctor Ponce en los descuentos, finalmente Ghisso consiguió de lanzamiento penal un nuevo descuento para el cuadro universitario.

- Por la Copa Chile 1978, Colo-Colo y Universidad de Chile se enfrentaron en choques de ida y vuelta. El primero (23 de marzo de 1978) concluyó en sin goles en el Nacional. La revancha jugada en el mismo estadio (25 de marzo), fue para el “Cacique” por 3-1, anotaron Juan Carlos Orellana (14’ y 85’, penal) y Ramón Héctor Ponce a los 60’, Juan Soto Quintana descontó para la Universidad de Chile.[43]

- En la Copa Chile de 1992, Colo-Colo y Universidad de Chile estaban en grupos distintos de ese torneo, pero se enfrentaron en el formato de Intergrupos. En la ida jugada en el Estadio Nacional, empataron 3-3 y en la revancha jugada en el Estadio Monumental, el equipo albo ganó por 2-0 con goles de Aníbal "Tunga" González y Jaime Pizarro. En el partido jugado en Macul, estuvo marcado por la gran actuación del portero colocolino Marcelo Ramírez, quien atajó 2 penales al delantero universitario Mariano Puyol (el primero fue invalidado por invasión de jugadores). Además, los albos jugaron con 2 jugadores menos, por expulsiones de Hugo Rubio y Gabriel Mendoza, ambos por reclamos.

- El 10 de enero de 1993, por la liguilla para Copa Libertadores, la "U" solo necesitaba de un empate para acceder al torneo, pero Colo-Colo consiguió el triunfo por 1-0 en el minuto 88. En el último minuto, una jugada de Lizardo Garrido, quien centra de primera, para que Hugo Rubio defina de cabeza frente a Sergio Vargas. Para los blancos es el triunfo memorable porque evita el paso de su contrincante a la Copa. Y para la "U" el más doloroso, porque debió seguir esperando por una clasificación que se le había negado por 12 años.[44]

- El 14 de mayo de 1995, Colo-Colo consiguió un triunfo humillante sobre la Universidad de Chile en el Estadio Monumental, al vencer por 3-0. Fue el primer superclásico chileno para el ídolo albo Marcelo Espina, ya que el "Cabezón" convirtió 2 goles en aquel partido (convirtió 1 en el primer tiempo, con un tacazo y con la ayuda del travesaño, que batió al portero azul Sergio Vargas y anotó otro en el segundo tiempo, con un remate que dejó parado a "Superman"). Fernando Vergara anotó el gol restante del cacique, al anotar con arco vacío, luego de eludir la marca de Vargas.[45]

- Colo-Colo y la "U" se vuelven a enfrentar, por algo decisivo en semifinales de Copa Chile 1996. El primer choque fue para los azules por 3 a 2 en un partido no exento de polémicas, tras la pelea entre Sergio Vargas y Fernando Vergara,[46] sin embargo en la revancha, los albos ganan 2-0 consiguiendo la clasificación a la final, con goles de Ivo Basay (5’) y Marcelo Espina (71’), con un tiro libre colocado que festejó con el banderín del córner en el sector norte,[47] algo que un año después, el ex azul Víctor Hugo Castañeda hizo lo mismo, aunque en el sector sur tras anotar un gol de penal, en el empate 1 a 1 ocurrido en el Torneo de Apertura de ese año, en aquel partido Colo-Colo logró empatar en el último minuto, con gol de cabeza de Pedro Reyes.

- En febrero de 1999, albos y azules se enfrentaron por el torneo amistoso Copa Ciudad de Santiago, disputado en el Estadio Nacional. El partido terminó con una goleada de Colo-Colo por 5 a 1, con un hattrick de Manuel Neira y uno de Marcelo Espina y Cristián Montecinos, más el descuento de Leonardo Rodríguez. Este amistoso quedó marcado por la agresión de Luis Musrri a Cristián Uribe y la posterior pelea entre Ricardo Rojas y Marco Villaseca, que terminó con Musrri, Rojas y Villaseca en la comisaría,[48] y la renuncia del entonces entrenador de la U Roberto Hernández. Al mes siguiente, Colo-Colo volvió a golear a la Universidad de Chile, esta vez fue por 5 a 2 en el Estadio Monumental, por la segunda fecha del campeonato nacional de ese año, con 2 goles de Neira y Montecinos y uno de Marcelo Barticciotto, más los descuentos de Rodrigo Barrera de penal y del peruano Flavio Maestri. En tan solo 2 meses, Colo-Colo le anotó 10 goles a su archirrival y de esos 10 goles, Manuel Neira hizo 5 goles, es decir la mitad de los goles, que Colo-Colo le hizo a la "U" en esos 2 partidos.

- El 28 de julio de 1999, jugaron por primera vez un partido internacional a nivel oficial, fue por la Copa Mercosur y acabó con victoria de Colo-Colo por 2-0. Sebastián González y un autogol de Marcos González, sentenciaron el partido jugado en el Estadio Nacional. Días después de aquel partido, empataron sin goles en la vuelta por el mismo torneo, disputado en el Estadio Monumental.[49]

- Ese mismo año 1999, el 15 de diciembre, caciques y leones volverían a verse las caras, en la última fecha del torneo local. Universidad de Chile había obtenido el título de campeón en la fecha anterior y celebraría la obtención de la corona, enfrentando a su clásico rival. Los jugadores azules calentaron los ánimos, dando la vuelta olímpica antes del inicio del encuentro, siendo recibidos con proyectiles, al intentar pasar por el codo norte, donde se ubicaba la Garra Blanca. Pero la fiesta azul, no solo se aguaría fuera de la cancha, sino que también dentro de ella, ya que Colo-Colo obtiene una contundente victoria de 3-0. Los goles albos, fueron anotados por "Marquinhos" Marcos Corrêa, Luis Ignacio Quinteros y José Luis Sierra de penal, en este último gol Sebastián González mostraría una camiseta, con una leyenda tomada como respuesta a la celebración del campeonato azul : "Campeón hay uno solo".[50]

- Por el Torneo de Apertura 2006, blancos y azules volvieron a disputar una final por el campeonato. Esta vez los albos, se tomaron revancha de la derrota en 1959, al ganar por 4-2 en penales, luego de ganar el primer partido por 2-1[51] con dos anotaciones de Matías Fernández (Herly Alcázar marcó el descuento para la U), y perder el segundo por 1-0 con gol de Luis Pedro Figueroa en el segundo tiempo.[52] En el partido de vuelta jugado, también en el coliseo de Ñuñoa, los albos festejaron frente a sus archirrivales su vigésimo cuarta estrella, al vencerlos por 4 a 2 en serie de lanzamientos penales. Especialmente recordada es la atajada[53] del portero Claudio Bravo al penal que Mayer Candelo lanzó a lo Panenka. Anteriormente en la fase regular, los albos vencieron por 3 a 1, también en el Estadio Nacional, con goles de Matías Fernández, Héctor Mancilla y Gonzalo Fierro, más el descuento de Hugo Droguett.

- El 29 de octubre de 2006, Colo-Colo finalmente logró acabar, con una mala racha de 7 años sin ganarle a Universidad de Chile en el Estadio Monumental (el club albo fue castigado por tres años sin poder jugar los superclásicos como local en su estadio a causa de incidentes dentro de este en agosto de 2003), al vencer por 4 a 2 teniendo a Humberto Suazo, como la figura de aquel partido, por marcar 2 de los 4 goles albos. Los otros goles albos fueron de Alexis Sánchez y Álvaro Ormeño, más los descuentos de Marcelo Salas, quien hizo su único gol en el Estadio Monumental, y Luis Pedro Figueroa que 2 años más tarde, jugaría por los albos.[54]

- Los días 13 y 16 de diciembre de 2007, Colo-Colo y Universidad de Chile vuelven a enfrentarse, en fases definitorias del torneo, esta vez por las semifinales del Torneo de Clausura de ese año. El partido de ida jugado en el Estadio Monumental, finalizó 2 a 0 a favor de los albos, con goles de Gonzalo Fierro y Eduardo Rubio y con uno de los líderes de la parcialidad azul, "apretando" al borde del campo de juego al volante Pedro Morales (que años más tarde, vestiría la camiseta de Colo-Colo), mientras este servía un córner. El partido de vuelta jugado en el Estadio Nacional, Colo-Colo ganaba 1-0 con gol del uruguayo Gustavo Biscayzacú para los albos, luego de una gran asistencia del colombiano Giovanni Hernández. Después de esto, la hinchada de Universidad de Chile, comenzó a hacer destrozos lanzando tablones del estadio. Antes en el primer tiempo, hubo incidentes entre los jugadores azules y carabineros, esto debido a que el árbitro Enrique Osses, expulsó al defensor azul Rafael Olarra, por agredir al mediocampista albo Moisés Villarroel, justo cuando Osses finalizó el primer tiempo. El encuentro fue suspendido por el árbitro Enrique Osses y finalmente Colo-Colo accedió a la final, coronándose Tetracampeón por primera vez en la historia del fútbol chileno (frente a Universidad de Concepción, que era dirigido por el ídolo albo Marcelo Barticciotto).[55] Además, los azules fueron sancionados por la ANFP, con jugar 2 partidos sin público y curiosamente, en el inicio del Torneo de Apertura de 2008, jugó sus 2 partidos de local sin público, en el Estadio Monumental.

- El 5 de octubre de 2008, por la fase regular del Torneo de Clausura de ese año, albos y azules se enfrentaron en el Estadio Monumental, donde Colo-Colo se llevó la victoria por 2 goles a 0. La figura de aquel partido, fue el delantero colocolino Lucas Barrios, ya que el argentino nacionalizado paraguayo, anotó los 2 goles del triunfo albo en ese partido (el segundo de ellos fue un verdadero golazo desde mitad de la cancha, que dejó sin opción al arquero azul Miguel Pinto). Fue además, el último superclásico de Marcelo Salas como jugador de la Universidad de Chile y tuvo una tarde para el olvido, ya que perdió un penal, que se lo atajó el arquero argentino de Colo-Colo, Cristián "El Tigre" Muñoz. Este triunfo hizo que Colo-Colo, se cobró revancha de la derrota sufrida en el Apertura del mismo año, cuando perdió por 1 a 0 en el Estadio Nacional y fue el factor fundamental, para la obtención del título de ese torneo para el equipo colocolino. Fue Además, el primer y único superclásico oficial del ídolo albo Marcelo Barticciotto, como entrenador del cacique y Barrios con los 2 goles que hizo, se ganó el corazón de los hinchas albos.[56] Además, fue el último superclásico para el ídolo azul Marcelo Salas, ya que se retiraría del fútbol, a fines de ese año.

- El 19 de abril de 2009 (coincide con el aniversario de Colo-Colo) en la 13.ª fecha del Torneo de Apertura, Colo-Colo cumplía su peor campaña en 20 años, estando 15º de 18 en la tabla con 6 partidos sin saber de victorias y una crisis interna del plantel con el cuerpo técnico y la ira de la hinchada. Universidad de Chile llegaba al clásico en el 2º lugar de la tabla y como favorita en las apuestas. Finalmente y contra todos los pronósticos, fue una victoria por 1-3 para los albos, con 2 goles del argentino nacionalizado paraguayo Lucas Barrios y uno de Luis Pedro Figueroa, más el descuento del uruguayo Juan Manuel Olivera.

- En abril de 2010, Colo-Colo venció por 1 a 0 a la Universidad de Chile en el Estadio Monumental y no solo prolongó su racha de 9 años, sin perder en su estadio ante el archirrival; sino que también, le quitó el liderato del Campeonato del Bicentenario. El argentino Ezequiel Miralles (quien luego fue expulsado por tarjeta roja directa), anotó el único gol del partido, tras un gran pase del paraguayo Cristian Bogado. Fue el último superclásico para el entrenador argentino de Colo-Colo Hugo Tocalli, quien renunció a su cargo y fue reemplazado por su compatriota Diego Cagna.

- En octubre de 2012, Carlos Muñoz le dio el triunfo a Colo-Colo por 1 a 0 sobre la Universidad de Chile y prolongó la sequía de 12 años de los azules, de no derrotar a los albos en el Estadio Monumental. El partido terminó con 2 expulsados para cada uno (el propio Carlos Muñoz y Francisco Prieto en Colo-Colo, Eugenio Mena y Johnny Herrera en Universidad de Chile). Este partido fue el último superclásico, para el argentino Jorge Sampaoli, como entrenador del equipo universitario, antes de reemplazar a su compatriota Claudio Borghi, en la banca de la selección chilena.

- El 10 de noviembre de 2013, con un Estadio Monumental repleto y con el arbitraje de Jorge Osorio, Colo-Colo mantenía su paternidad de 12 años, sobre Universidad de Chile en el escenario de Macul. El cuadro albo se puso en ventaja con gol de Esteban Pavez, pero el empate parcial llegó mediante tiro penal de Charles Aránguiz, quien batió al arquero colocolino Justo Villar. En el segundo tiempo nuevamente el local se puso en ventaja con anotación de Juan Delgado, tras un gran pase de Emiliano Vecchio, pero de nuevo la visita alcanzó el empate mediante tiro libre de Ramón Fernández, que dejó sin reacción a Villar. Cuando el partido expiraba el delantero Felipe Flores en un carrerón logró batir al portero Luis Marín y celebró con el banderín del córner incluido, en directa alusión al festejo de Marcelo Espina ante el mismo rival, concretando el 3 a 2 definitivo con el cual Colo-Colo estiró a 13 años el periodo en que el cuadro laico no puede derrotar al cuadro popular en su Estadio. Además Colo-Colo sacó a su archirrival, dirigido en esa ocasión por Marco Antonio Figueroa, de la lucha por el título.
- Un año después, Colo-Colo extendió a 14 años la racha de los azules sin poder vencer a los albos en Macul, luego de ganar por 2-0, con goles de Esteban Paredes y Jean Beausejour, en un partido que también fue arbitrado por Jorge Osorio, quien expulsó a dos jugadores del equipo universitario (José Rojas por doble amonestación, tras 2 faltas sobre Felipe Flores, y posteriormente Osvaldo González luego de agredir sin balón a Juan Delgado, luego de que el defensor azul disputaba un balón con Emiliano Vecchio). Este partido es recordado también por la reacción posterior del arquero del equipo Universidad de Chile quien trató  de "chipamogli"[57] al delantero Felipe Flores ante los periodistas, aludiendo de manera despectiva a la clase social del jugador. Esta supuesta diferencia de clases sociales[58] es una dimensión de la rivalidad entre ambos clubes.

- El 6 de abril de 2014, con un Estadio Nacional repleto y con el arbitraje de Eduardo Gamboa, Colo-Colo cortó una racha de 5 años, sin vencer a la Universidad de Chile, como visitante en dicho escenario. Un autogol de Roberto Cereceda (que jugó por los albos años atrás), dejó al "Cacique" a un paso de coronarse campeones, del Torneo de Clausura 2014. Además, ambos equipos terminaron con 10 jugadores, debido a que Gamboa expulsó a Claudio Baeza de los colocolinos y Ramón Fernández de los universitarios. También se destacó la figura del arquero paraguayo de Colo-Colo, Justo Villar; ya que despejó en el último minuto una chilena del delantero uruguayo de los laicos Rodrigo Mora, quien había ingresado en el segundo tiempo. El triunfo conseguido en el Nacional, dejó al equipo de Héctor Tapia, a un paso de coronarse campeón del Clausura, cuya corona lo consiguió una semana después, cuando venció como local por idéntico marcador, a Santiago Wanderers en el Estadio Monumental.

- El 31 de octubre de 2015 y con el arbitraje de Eduardo Gamboa, Colo-Colo derrotó por 2-0 a la Universidad de Chile y no solo prolongó por 16 años, su paternidad ante el archirrival en el Estadio Monumental; sino que también, se acercaba aún más al título del Torneo de Apertura 2015, cuyo título finalmente la gana el equipo albo, en una estrecha disputa con la Universidad Católica. El "cacique" se impuso con goles del argentino Emiliano Vecchio (aunque las cámaras del CDF, mostraron que era de Jean Beausejour) y Esteban Paredes, que terminó siendo la figura del partido. También se destacó la figura del portero paraguayo de los albos Justo Villar, que atajó un penal al delantero azul Patricio Rubio.

- El 27 de agosto de 2017 y con el arbitraje de Roberto Tobar (que arbitraba el superclásico, por segunda vez consecutiva), Colo-Colo nuevamente vence a la Universidad de Chile por 4-1, en el Estadio Monumental, frente a 42.020 personas, extendiendo a 17 años consecutivos, en que el equipo universitario laico, no conoce de victorias en la Casa Blanca. Los goles fueron convertidos por Esteban Paredes a los 9", 50" y 84" y Jaime Valdés en el minuto 17"; el descuento fue marcado por Mauricio Pinilla a los 33". En este partido, Esteban Paredes se convirtió en el jugador de Colo-Colo, que más goles ha marcado en Superclásicos con 12 en total, superando a Manuel "Colo-Colo" Muñoz y Jorge Robledo, 10 de ellos al arquero azul Johnny Herrera. Jaime Valdés y Mauricio Pinilla anotaron su primer gol en la historia del superclásico chileno. El resultado fue clave y decisivo para que Colo-Colo se coronara campeón de ese torneo, en una férrea lucha con los azules y Unión Española.[59]

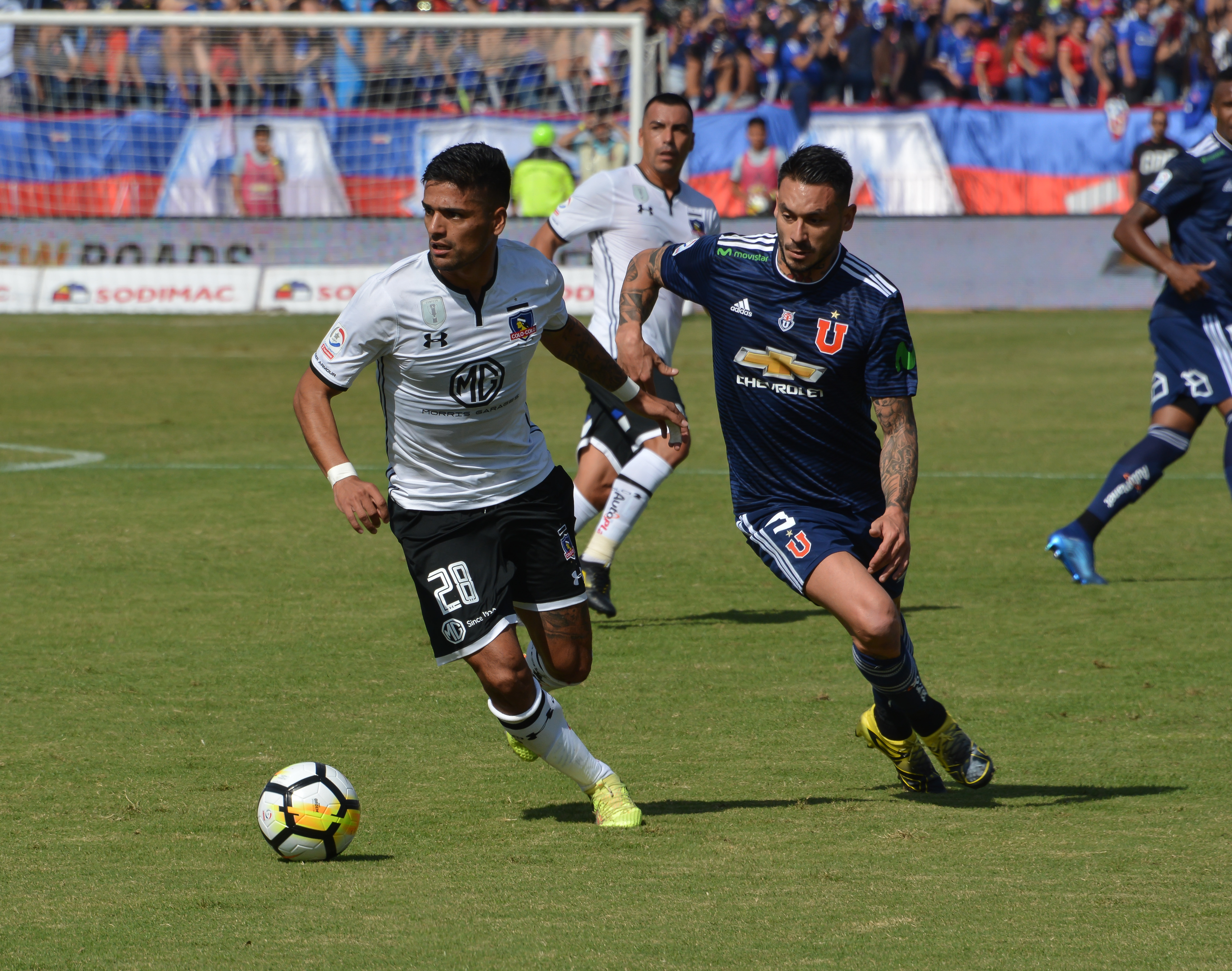
Felipe Campos y Mauricio Pinilla disputan un balón en el clásico de abril de 2018.

- El 15 de abril de 2018, con arbitraje nuevamente de Roberto Tobar, Colo-Colo vence como visitante a Universidad de Chile por 3 a 1, frente a más de 42.000 personas en el Estadio Nacional. Los tantos fueron marcados por Mauricio Pinilla a los 6' para el local; Esteban Paredes a los 33' y 49', y por Claudio Baeza a los 85' para la visita. Con este resultado, se alarga a 5 los años que Universidad de Chile, no puede derrotar a Colo-Colo en calidad de local. Este partido llamó la atención por la gran cantidad de tarjetas amarillas (9) y por tener 3 expulsados (2 para el local y 1 de la visita); especialmente comentado fue el severo encontrón entre dos compañeros de equipo en la Universidad de Chile, Mauricio Pinilla y Jean Beausejour, quienes se recriminaron fuertemente, momento en el que Bose propinó un amago de cabezazo y se retiró descontrolado de la cancha, a tal punto que incluso fue contenido por jugadores del equipo rival.[60][61] Mención aparte es que en este partido Esteban Paredes se ubicó como el segundo artillero de todos los tiempos en los Superclásicos con 14 anotaciones, desplazando a Leonel Sánchez (13) y poniéndose solo a 2 del máximo anotador, Carlos Campos; de los 14 goles anotados a la U, 12 se los ha convertido a Johnny Herrera. Además, ese clásico sería el último partido para los entrenadores Pablo Guede y Ángel Guillermo Hoyos, ya que Guede renunció a la banca de los albos, mientras que Hoyos fue despedido por la dirigencia de Azul Azul, luego de la desastrosa derrota por 7-0 ante Cruzeiro en Belo Horizonte por la Copa Libertadores. En la segunda rueda, Colo-Colo ganó por la mínima en el Estadio Monumental, con gol del argentino Juan Manuel Insaurralde, en un superclásico donde los azules terminaron con 10 hombres, por la expulsión del delantero Sebastián Ubilla.[62]

- En octubre de 2019, con arbitraje nuevamente de Roberto Tobar, Colo-Colo derrotó como local en la agonía a la Universidad de Chile que durante ese torneo peleaba por no descender, por 3 a 2, en el Estadio Monumental, en un partido que estuvo marcado por el logro histórico de Esteban Paredes que hizo su gol 216 en Primera División, convirtiéndolo en el máximo goleador histórico del Torneo Chileno. Además del propio Paredes, Gabriel Suazo y Julio Barroso anotaron los otros goles albos, mientras que Gonzalo Espinoza de penal y Ángelo Henríquez, descontaron para los azules.[63]

- En enero de 2020, con arbitraje de Julio Bascuñán, Colo-Colo y Universidad de Chile disputaron la Final de la Copa Chile MTS 2019, en el Estadio Germán Becker de Temuco y que terminó con triunfo para los albos por 2-1, con goles de Marcos Bolados y Javier Parraguez para el equipo colocolino, más el descuento de Matías Rodríguez para los azules, por lo que Colo-Colo obtiene su 12° Copa Chile y además, su segundo título en la cara de su archirrival, tras el famoso título del Torneo de Apertura 2006.[64]
- En marzo de 2022 se desarrolló en Macul la versión 191 de este partido. El equipo azul fue dirigido por el entrenador colombiano Santiago Escobar, mientras el local se presentó al mando de Gustavo Quinteros. A los 15 minutos del primer tiempo el marcador indicaba 3-0 en favor de Colo Colo (Bastián Tapia en propia puerta, Gabriel Costa, Esteban Pavez). La visita tuvo la oportunidad de descontar con un penal, pero el tiro de Cristian Palacios fue primero atajado por Brayan Cortés, y luego desperdiciado al repetirse la ejecución por adelantamiento del arquero. En el segundo tiempo, Colo Colo marcó el 4-0 mediante Gabriel Costa. Universidad de Chile anotó el único descuento gracias a un penal de Palacios, pero terminó con 9 jugadores tras las expulsiones de Bastián Tapia y Camilo Moya. La nueva derrota agudizó las críticas a jugadores, cuerpo técnico y dirigencia, a quienes se les advirtió que estaban encaminando al club a su peor crisis histórica.[65]

### Empates dramáticos
- En el Torneo de Apertura de 1997, se produjo el primer empate dramático en la historia de este clásico. Universidad de Chile recibía a Colo-Colo en el Estadio Nacional por la décima fecha de aquel torneo. El ex azul Víctor Hugo Castañeda festejó con el banderín del córner, tras anotar un gol de penal a Marcelo Ramírez, ya que minutos antes Sergio Vargas le atajaba un penal a Ivo Basay. Con ese triunfo parcial, la "U" quedaba como puntera en la tabla superando a los albos y a Universidad Católica. Sin embargo, Colo-Colo sacó un as bajo la manga y logró empatar en el último minuto, con gol de cabeza de Pedro Reyes, tras un tiro libre de José Luis Sierra. Tras el partido, el "Superman" Vargas descargó su ira, pateando una puerta de los camarines del estadio. Este empate mantuvo a Colo-Colo, como líder junto a Universidad Católica y dejó a Universidad de Chile fuera de la disputa por el título.[66]

- En el Torneo de Apertura de 2005, Colo-Colo recibió de local a la Universidad de Chile en el Estadio Nacional, escenario donde los azules habitualmente hacen de local, pero que en aquella ocasión, fue Colo-Colo que la ofició de dueño de casa. Nelson Pinto abrió la cuenta para los universitarios, dejando sin reacción a Claudio Bravo. Pero en el segundo tiempo, Colo-Colo se fue con todo para encontrar el empate y lo consiguió en una polémica jugada, donde Ángel Carreño metió un tacazo tras un tiro libre de Mauricio Donoso, colocando el empate para los albos. Precisamente en el gol de Carreño, Jorge Valdivia le gritó el gol en la cara a Johnny Herrera, provocando la ira del arquero azul, que lo encaró de manera impresentable. Segundos después, el mismo Herrera se trenzó a golpes con Moisés Villarroel y se generó un caos entre los jugadores y suplentes de ambos equipos, donde incluso participó el entrenador colocolino Marcelo Espina, cuyo caos entre jugadores albos y azules, provocó la intervención de Carabineros. Finalmente el árbitro Enrique Osses (que arbitraba el superclásico por primera vez), determinó expulsar a Valdivia y Villarroel por Colo-Colo y a Herrera y Waldo Ponce por la Universidad de Chile, además de los entrenadores de ambos equipos (Marcelo Espina por Colo-Colo y Héctor Pinto por Universidad de Chile). Cuando finalizaba el encuentro, Osses expulsó a Nelson Pinto del equipo universitario, por un cogoteo sobre el mediocampista colocolino Rodolfo Madrid, dejando a los albos con 9 jugadores y a los azules con 8, convirtiendo a ese partido de abril de 2005, junto al partido de 1992, como el superclásico con más expulsados, en la historia de la rivalidad entre albos y azules.[67]

- Durante la Fase Clasificatoria del Torneo de Clausura 2007, Colo-Colo, por ese entonces Tricampeón del fútbol chileno, recibía a la Universidad de Chile en el Estadio Monumental, por la decimoquinta fecha del mencionado torneo. En una calurosa tarde del domingo 21 de octubre. El marcador lo abrió el cuadro del Romántico Viajero, mediante Sebastián Pinto que en el minuto 24 realizó una gran jugada, que culminó con un remate desde fuera del área, sorprendiendo al portero albo Cristián Muñoz; Colo-Colo no tardó en reaccionar, y antes de finalizar la primera etapa, tras falta del debutante lateral derecho Cristóbal López sobre el uruguayo Gustavo Biscayzacú, Gonzalo Fierro decretó la igualdad desde lanzamiento penal, batiendo al arquero universitario Miguel Pinto. Durante un segundo tiempo bastante friccionado, Gonzalo Fierro, nuevamente desde los doce pasos, tuvo la oportunidad de poner 2 a 1 a Colo-Colo en el marcador, pero estrelló su remate en el vertical del arco que defendía Miguel Pinto; llegando al final del cotejo, Miguel Riffo conectó magistralmente de cabeza un centro de Rodolfo Moya y puso el 2 a 1 en el minuto 85. Parecía partido cerrado, pero los laicos tenían algo que decir aún, y en el minuto 90, Sebastián Pinto cabeceó al ángulo un tiro libre hacia el área ejecutado por Pedro Morales, convirtiendo su segundo gol de la tarde y sellando el empate final. El Tanque Pinto celebró su gol colgado de la reja donde se encontraba la hinchada visitante, ganándose el cariño de los parciales azules con tan solo 21 años. Empate con sabor a triunfo para Universidad de Chile, y con sabor a amargura para Colo-Colo.[68]

- En el Campeonato Nacional del Bicentenario, se pasó a la historia por ser el primer superclásico que se jugaba con lluvia. Colo-Colo llegó como favorito a ese recordado partido lluvioso, por su condición de líder del torneo y Universidad de Chile necesitaba ganar, para mantenerse en la lucha por el título, donde también estaba Universidad Católica. Esteban Paredes abrió el marcador con un gol de tiro libre, que dejó sin opción a Miguel Pinto; después Juan González (que posteriormente sería expulsado) logró el empate parcial, tras un gol de cabeza que dejó sin reacción al arquero colocolino Francisco Prieto. En el segundo tiempo, el argentino Matías Rodríguez puso arriba a los azules, también con gol de cabeza batiendo a Prieto, parecía que la "U" ganaba el partido, sobre todo cuando Colo-Colo sufrió las expulsiones del uruguayo Andrés Scotti (por falta sobre su compatriota Carlos Bueno) y del argentino Ezequiel Miralles (por un codazo a Juan González, que también fue expulsado, pero por tener doble tarjeta amarilla). Sin embargo, un tiro libre del colombiano Macnelly Torres permitió que el argentino Javier Cámpora (el cual se encontraba adelantado, pero el juez de línea no lo advirtió, ya que se le resbaló su banderín por lo cual no observó la jugada)[69][70] cabecease y lograse el empate definitivo 2 a 2, sepultando las aspiraciones azules y dejando en silencio a los hinchas azules, que llenaron el Estadio Nacional. Tras el partido, los jugadores de Colo-Colo celebraron el empate como si hubieran ganado el título, con cánticos con dedicatoria a los jugadores de su clásico rival.

- En el Torneo de Clausura 2011, el 30 de octubre, La "U" de Jorge Sampaoli llegaba en calidad de invicto, a buscar ganar en el Estadio Monumental, luego de 10 años sin poder lograrlo. Albos y azules protagonizaron un partido entretenido, que terminaron empatando a 2 goles. Charles Aránguiz abrió la cuenta para el equipo universitario, con un gol de penal que dejó sin opción al portero uruguayo de Colo-Colo Juan Guillermo Castillo. Pocos minutos después, Aránguiz se iría expulsado por tarjeta roja directa. Cuando terminaba el primer tiempo, Esteban Paredes empataría para el cuadro colocolino, también con gol de penal batiendo a Johnny Herrera; en ese mismo penal, Osvaldo González también fue expulsado por el árbitro Claudio Puga, por lo que dejó a los azules con 9 jugadores de cara al segundo tiempo. En el complemento, el propio Paredes daría la ventaja a Colo-Colo, con un gol de cabeza derrotando a Herrera; minutos después el arquero colocolino Juan Guillermo Castillo, sería expulsado por doble tarjeta amarilla, por lo que el arquero suplente Raúl Olivares, debió ingresar para aguantar la ventaja alba en el marcador y en la cantidad de jugadores en la cancha. Sin embargo, cuando se jugaban los descuentos, el paraguayo Osmar Molinas intentó despejar de cabeza, un centro enviado al área por Marcelo Díaz, pero terminó introduciendo el balón en el arco[71] de su propio compañero Olivares,[72] que terminó jugando con la cabeza vendada, luego de una polémica jugada en la que el defensa azul Albert Acevedo, le causó la exposición de su oído derecho y un esguince de clavícula. Tras el partido, jugadores de ambos equipos protagonizaron incidentes en los camarines.[73][74]

## Detalle partidos jugados
| 12.07.2025 | Universidad de Chile | 2:1           | Colo-Colo            | Charles Aranguiz 33' (pen.), 56' (pen.)                                                           | Claudio Aquino 39' (pen.)                                                                          | 45.000                                      |
| 10.08.2024 | Universidad de Chile | 0:0           | Colo-Colo            |                                                                                                   | | 45.000                                      |
| 10.03.2024 | Colo-Colo            | 0:1           | Universidad de Chile |                                                                                                   | Israel Poblete 30'                                                                                 | 30.486                                      |
| 2.9.2023   | Universidad de Chile | 1:1           | Colo-Colo            | Ignacio Tapia 29'                                                                                 | Leandro Benegas 27'                                                                                |                                             |
| 12.03.2023 | Colo-Colo            | 0:0           | Universidad de Chile |                                                                                                   | |                                             |
| 31.07.2022 | Universidad de Chile | 1:3           | Colo-Colo            | Ronnie Fernández 34'                                                                              | Juan Martín Lucero 23' (pen.), 81', Leonardo Gil 62'                                               | 6.695                                       |
| 6.03.2022  | Colo-Colo            | 4:1           | Universidad de Chile | Bastián Tapia 10' (a.g.), Gabriel Costa 13', 55', Esteban Pavez 15'                               | Cristian Palacios 71' (pen.)                                                                       | 26.650                                      |
| 26.09.2021 | Universidad de Chile | 1:3           | Colo-Colo            | Marcelo Cañete 87'                                                                                | Marcos Bolados 6', Ramón Arias 11' (a.g.), Ignacio Jara 84'                                        | 2.035                                       |
| 25.04.2021 | Colo-Colo            | 1:0           | Universidad de Chile | Leonardo Gil 72'                                                                                  | | Sin público por pandemia                    |
| 17.01.2021 | Colo-Colo            | 0:0           | Universidad de Chile |                                                                                                   | | Sin público por pandemia                    |
| 6.09.2020  | Universidad de Chile | 1:1           | Colo-Colo            | Gonzalo Espinoza 46'                                                                              | Esteban Paredes 12'                                                                                | Sin público por pandemia                    |
| 5.10.2019  | Colo-Colo            | 3:2           | Universidad de Chile | Gabriel Suazo 50', Esteban Paredes 65', Julio Barroso 90+4'                                       | Gonzalo Espinoza 11' (pen.), Angelo Henríquez 76'                                                  | 38.497                                      |
| 18.05.2019 | Universidad de Chile | 1:1           | Colo-Colo            | Leandro Benegas 28'                                                                               | Pablo Mouche 70'                                                                                   | 27.004                                      |
| 25.08.2018 | Colo-Colo            | 1:0           | Universidad de Chile | Juan Manuel Insaurralde 65'                                                                       | | 35.788                                      |
| 15.04.2018 | Universidad de Chile | 1:3           | Colo-Colo            | Mauricio Pinilla 6'                                                                               | Esteban Paredes 34', 49', Claudio Baeza 85'                                                        | 43.907                                      |
| 27.08.2017 | Colo-Colo            | 4:1           | Universidad de Chile | Esteban Paredes 10', 50', 86', Jaime Valdés 16'                                                   | Mauricio Pinilla 33'                                                                               | 40.020                                      |
| 8.04.2017  | Universidad de Chile | 2:2           | Colo-Colo            | Sebastián Ubilla 23', Felipe Mora 63'                                                             | Octavio Rivero 45', 75'                                                                            | 43.278                                      |
| 2.10.2016  | Colo-Colo            | 2:0           | Universidad de Chile | Julio Barroso 27', Martín Rodríguez 46'                                                           | | 39.612                                      |
| 20.03.2016 | Universidad de Chile | 0:0           | Colo-Colo            |                                                                                                   | | 31.023                                      |
| 31.10.2015 | Colo-Colo            | 2:0           | Universidad de Chile | Jean Beausejour 36', Esteban Paredes 82'                                                          | | 34.300                                      |
| 14.03.2015 | Universidad de Chile | 1:2           | Colo-Colo            | Sebastián Ubilla 17'                                                                              | Esteban Paredes 54', 90+4' (pen.)                                                                  | 25.832                                      |
| 19.10.2014 | Colo-Colo            | 2:0           | Universidad de Chile | Esteban Paredes 35', Jean Beausejour 81'                                                          | | 38.558                                      |
| 6.04.2014  | Universidad de Chile | 0:1           | Colo-Colo            |                                                                                                   | Roberto Cereceda 30' (a.g.)                                                                        | 25.689                                      |
| 10.11.2013 | Colo-Colo            | 3:2           | Universidad de Chile | Esteban Pavez 8', Juan Delgado 51', Felipe Flores 89'                                             | Charles Aránguiz 38' (pen.), Ramón Fernández 72'                                                   | 30.534                                      |
| 5.05.2013  | Universidad de Chile | 3:2           | Colo-Colo            | Juan Ignacio Duma 27', 52', Charles Aránguiz 88'                                                  | Carlos Muñoz 8', José Pedro Fuenzalida 44'                                                         | 40.618                                      |
| 21.10.2012 | Colo-Colo            | 1:0           | Universidad de Chile | Carlos Muñoz 77'                                                                                  | | 38.764                                      |
| 24.06.2012 | Universidad de Chile | 4:0           | Colo-Colo            | Ángelo Henríquez 7', Junior Fernandes 20', 81', 89'                                               | | 29.892                                      |
| 17.06.2012 | Colo-Colo            | 2:0           | Universidad de Chile | Esteban Paredes 14', Bryan Rabello 46'                                                            | | Sin espectadores por sanción al club local. |
| 29.04.2012 | Universidad de Chile | 5:0           | Colo-Colo            | Marcelo Díaz 45', Matías Rodríguez 46', 90', Igor Lichnovsky 69', Ángelo Henríquez 78'            | | 37.513                                      |
| 30.10.2011 | Colo-Colo            | 2:2           | Universidad de Chile | Esteban Paredes 45' (pen.), 59'                                                                   | Charles Aránguiz 5', Osmar Molinas 90' (a.g.)                                                      | 40.365                                      |
| 30.04.2011 | Universidad de Chile | 2:1           | Colo-Colo            | Gustavo Canales 87' (pen.), Diego Rivarola 89'                                                    | Ezequiel Miralles 64'                                                                              | 32.323                                      |
| 7.11.2010  | Universidad de Chile | 2:2           | Colo-Colo            | Juan González 14', Matías Rodríguez 59'                                                           | Esteban Paredes 6', Javier Cámpora 90'                                                             | 29.892                                      |
| 25.04.2010 | Colo-Colo            | 1:0           | Universidad de Chile | Ezequiel Miralles 13'                                                                             | | 39.689                                      |
| 03.10.2009 | Colo-Colo            | 1:0           | Universidad de Chile | Esteban Paredes 56'                                                                               | | 32.054                                      |
| 19.04.2009 | Universidad de Chile | 1:3           | Colo-Colo            | Juan Manuel Olivera 53'                                                                           | Lucas Barrios 12', 34', Luis Pedro Figueroa 69'                                                    | 42.349                                      |
| 05.10.2008 | Colo-Colo            | 2:0           | Universidad de Chile | Lucas Barrios 35', 75'                                                                            | |                                             |
| 12.04.2008 | Universidad de Chile | 1:0           | Colo-Colo            | Manuel Villalobos 32'                                                                             | |                                             |
| 16.12.2007 | Universidad de Chile | 0:1           | Colo-Colo            |                                                                                                   | Gustavo Biscayzacú 52'                                                                             |                                             |
| 13.12.2007 | Colo-Colo            | 2:0           | Universidad de Chile | Gonzalo Fierro 14', Eduardo Rubio 21'                                                             | |                                             |
| 21.10.2007 | Colo-Colo            | 2:2           | Universidad de Chile | Gonzalo Fierro 45' (pen.), Miguel Riffo 85'                                                       | Sebastián Pinto 24', 90'                                                                           |                                             |
| 29.04.2007 | Universidad de Chile | 0:0           | Colo-Colo            |                                                                                                   | |                                             |
| 29.10.2006 | Colo-Colo            | 4:2           | Universidad de Chile | Humberto Suazo 9', 76', Alexis Sánchez 68', Álvaro Ormeño 69'                                     | Marcelo Salas 15', Luis Pedro Figueroa 85'                                                         |                                             |
| 02.07.2006 | Colo-Colo            | 0:1 (4) : (2) | Universidad de Chile | · Penales: Fernández , Suazo , Mena , Fierro , Aceval                                             | Luis Pedro Figueroa 70' Penales: Salas , Droguett , Candelo , Figueroa                             |                                             |
| 28.06.2006 | Universidad de Chile | 1:2           | Colo-Colo            | Herly Alcázar 13'                                                                                 | Matías Fernández 74', 90'                                                                          |                                             |
| 09.04.2006 | Universidad de Chile | 1:3           | Colo-Colo            | Hugo Droguett 45'                                                                                 | Matías Fernández 7', Héctor Mancilla 42', Gonzalo Fierro 90+3'                                     |                                             |
| 08.09.2005 | Universidad de Chile | 1:0           | Colo-Colo            | Diego Rivarola 19'                                                                                | |                                             |
| 10.04.2005 | Colo-Colo            | 1:1           | Universidad de Chile | Ángel Carreño 82'                                                                                 | Nelson Pinto 25'                                                                                   |                                             |
| 01.08.2004 | Universidad de Chile | 0:1           | Colo-Colo            |                                                                                                   | Miguel Riffo 24'                                                                                   |                                             |
| 08.02.2004 | Colo-Colo            | 0:4           | Universidad de Chile |                                                                                                   | Diego Rivarola 27', Manuel Iturra 51', Sergio Gioino 72', 81'                                      |                                             |
| 31.08.2003 | Colo-Colo            | 1:1           | Universidad de Chile | Miguel Aceval 9'                                                                                  | Cristián Thompson 4'                                                                               |                                             |
| 16.03.2003 | Universidad de Chile | 0:0           | Colo-Colo            |                                                                                                   | |                                             |
| 10.11.2002 | Colo-Colo            | 0:0           | Universidad de Chile |                                                                                                   | |                                             |
| 11.05.2002 | Universidad de Chile | 0:3           | Colo-Colo            |                                                                                                   | Luis Ignacio Quinteros 9', Francisco Huaiquipán 54', 88'                                           |                                             |
| 09.09.2001 | Colo-Colo            | 2:3           | Universidad de Chile | Sebastián González 30', Cristián Castañeda 72' (a.g.)                                             | Diego Rivarola 44', Arilson 67', Carlos Garrido 85'                                                |                                             |
| 31.03.2001 | Universidad de Chile | 1:1           | Colo-Colo            | Pedro González 50'                                                                                | Marcelo Miranda 69'                                                                                |                                             |
| 05.11.2000 | Colo-Colo            | 1:3           | Universidad de Chile | Fernando Vergara 50'                                                                              | Pedro González 70', Diego Rivarola 74', 80'                                                        |                                             |
| 17.06.2000 | Universidad de Chile | 3:1           | Colo-Colo            | Pedro González 17', 82' (pen.), Diego Rivarola 49'                                                | Luis Ignacio Quinteros 71'                                                                         |                                             |
| 15.12.1999 | Universidad de Chile | 0:3           | Colo-Colo            |                                                                                                   | Marquinhos 17', Luis Ignacio Quinteros 42', José Luis Sierra 67'                                   |                                             |
| 06.11.1999 | Colo-Colo            | 0:1           | Universidad de Chile |                                                                                                   | Flavio Maestri 70'                                                                                 |                                             |
| 12.06.1999 | Universidad de Chile | 3:0           | Colo-Colo            | Clarence Acuña 36', Esteban Valencia 43', 47'                                                     | |                                             |
| 07.03.1999 | Colo-Colo            | 5:2           | Universidad de Chile | Marcelo Barticciotto 11', Cristián Montecinos 22', 81', Manuel Neira 44', 64'                     | Rodrigo Barrera 31', Flavio Maestri 45'                                                            |                                             |
| 27.09.1998 | Colo-Colo            | 1:1           | Universidad de Chile | Emerson 14'                                                                                       | Pedro González 50'                                                                                 |                                             |
| 26.04.1998 | Universidad de Chile | 1:1           | Colo-Colo            | Edison Mafla 88' (pen.)                                                                           | Héctor Tapia 61' (pen.)                                                                            |                                             |
| 02.11.1997 | Colo-Colo            | 1:1           | Universidad de Chile | Marcelo Espina 27'                                                                                | Rodrigo Barrera 23'                                                                                |                                             |
| 20.04.1997 | Universidad de Chile | 1:1           | Colo-Colo            | Víctor Hugo Castañeda 84' (pen.)                                                                  | Pedro Reyes 89'                                                                                    |                                             |
| 13.10.1996 | Universidad de Chile | 0:2           | Colo-Colo            |                                                                                                   | Fernando Vergara 15', Ivo Basay 87' (pen.)                                                         |                                             |
| 24.07.1996 | Colo-Colo            | 0:1           | Universidad de Chile |                                                                                                   | Rodrigo Goldberg 66'                                                                               |                                             |
| 08.10.1995 | Universidad de Chile | 2:0           | Colo-Colo            | Rodrigo Goldberg 71', Marcelo Salas 90'                                                           | |                                             |
| 15.05.1995 | Colo-Colo            | 3:0           | Universidad de Chile | Marcelo Espina 25', 56', Fernando Vergara 60'                                                     | |                                             |
| 02.10.1994 | Colo-Colo            | 0:0           | Universidad de Chile |                                                                                                   | |                                             |
| 15.05.1994 | Universidad de Chile | 3:1           | Colo-Colo            | Juan Carlos Ibáñez 5', Marcelo Salas 14', 88' (pen.)                                              | Toninho 31'                                                                                        |                                             |
| 14.11.1993 | Universidad de Chile | 1:2           | Colo-Colo            | Ariel Beltramo 76'                                                                                | Javier Margas 15', Patricio Yáñez 27'                                                              |                                             |
| 15.08.1993 | Colo-Colo            | 1:1           | Universidad de Chile | Leonel Herrera 15'                                                                                | Marcelo Jara 74'                                                                                   |                                             |
| 25.10.1992 | Colo-Colo            | 1:1           | Universidad de Chile | Aníbal González 53'                                                                               | Fabián Guevara 51'                                                                                 |                                             |
| 12.07.1992 | Universidad de Chile | 2:0           | Colo-Colo            | "Gino" Cofré 37', 63'                                                                             | |                                             |
| 13.10.1991 | Colo-Colo            | 2:0           | Universidad de Chile | Miguel Ramírez 49', Rubén Martínez 64'                                                            | |                                             |
| 18.09.1991 | Universidad de Chile | 0:2           | Colo-Colo            |                                                                                                   | Javier Margas 32', Luis Pérez 53'                                                                  |                                             |
| 01.11.1990 | Colo-Colo            | 2:0           | Universidad de Chile | Raúl Ormeño 48', Marcelo Barticciotto 76'                                                         | |                                             |
| 29.07.1990 | Universidad de Chile | 1:1           | Colo-Colo            | Héctor Hoffens 73'                                                                                | Guillermo Carreño 76'                                                                              |                                             |
| 11.01.1989 | Universidad de Chile | 3:0           | Colo-Colo            | Jorge Pérez 14', Cristián Olguín 50', Roberto Reynero 59'                                         | |                                             |
| 18.09.1988 | Colo-Colo            | 1:0           | Universidad de Chile | Leonardo Montenegro 30'                                                                           | |                                             |
| 26.12.1987 | Colo-Colo            | 1:0           | Universidad de Chile | Arturo Jáuregui 59'                                                                               | |                                             |
| 29.10.1987 | Universidad de Chile | 1:2           | Colo-Colo            | Orlando Mondaca 1'                                                                                | Jaime Vera 41', 48'                                                                                |                                             |
| 16.11.1986 | Colo-Colo            | 1:1           | Universidad de Chile | Fernando Astengo 35'                                                                              | Patricio Reyes 82'                                                                                 |                                             |
| 03.08.1986 | Universidad de Chile | 1:0           | Colo-Colo            | Luis Rodríguez 58'                                                                                | |                                             |
| 05.01.1986 | Universidad de Chile | 1:3           | Colo-Colo            | Martín Gálvez 49'                                                                                 | Cristián Saavedra 38', Juan Gutiérrez 48', Leonel Herrera 87' (pen.)                               |                                             |
| 01.09.1985 | Colo-Colo            | 3:0           | Universidad de Chile | Jaime Vera 10', Juan Gutiérrez 56', Carlos Caszely 80'                                            | |                                             |
| 25.11.1984 | Universidad de Chile | 2:0           | Colo-Colo            | Marcelo Silva 38', Néstor Di Luca 70'                                                             | |                                             |
| 16.09.1984 | Colo-Colo            | 1:0           | Universidad de Chile | Carlos Caszely 80'                                                                                | |                                             |
| 04.02.1984 | Colo-Colo            | 0:0           | Universidad de Chile |                                                                                                   | |                                             |
| 18.09.1983 | Universidad de Chile | 1:1           | Colo-Colo            | Martín Gálvez 28'                                                                                 | Horacio Simaldone 13'                                                                              |                                             |
| 01.01.1983 | Colo-Colo            | 2:2           | Universidad de Chile | Manuel Alvarado 48', Carlos Rivas 48' (pen.)                                                      | Héctor Hoffens 12', Patricio Reyes 56'                                                             |                                             |
| 26.09.1982 | Universidad de Chile | 0:1           | Colo-Colo            |                                                                                                   | Leonel Herrera 85' (pen.)                                                                          |                                             |
| 13.12.1981 | Colo-Colo            | 2:0           | Universidad de Chile | Severino Vasconcelos 6', 78'                                                                      | |                                             |
| 29.08.1981 | Universidad de Chile | 1:1           | Colo-Colo            | Héctor Hoffens 85'                                                                                | Carlos Caszely 38'                                                                                 |                                             |
| 27.09.1980 | Universidad de Chile | 2:4           | Colo-Colo            | Héctor Hoffens 11', Leonardo Montenegro 49' (pen.)                                                | Severino Vasconcelos 48', 69', Ramón Héctor Ponce 75', Carlos Caszely 88'                          |                                             |
| 01.06.1980 | Colo-Colo            | 1:2           | Universidad de Chile | Ramón Héctor Ponce 62'                                                                            | Alberto Quintano 82', Sandrino Castec 90'                                                          |                                             |
| 17.11.1979 | Colo-Colo            | 2:0           | Universidad de Chile | Carlos Caszely 21', Carlos Rivas 41' (pen.)                                                       | |                                             |
| 22.07.1979 | Universidad de Chile | 0:1           | Colo-Colo            |                                                                                                   | Ramón Héctor Ponce 60'                                                                             |                                             |
| 12.11.1978 | Colo-Colo            | 3:2           | Universidad de Chile | Carlos Caszely 37', 79', Héctor Pinto 78'                                                         | Jorge Spedaletti 12', Esteban Aránguiz 83'                                                         |                                             |
| 09.07.1978 | Universidad de Chile | 1:1           | Colo-Colo            | Jorge Socías 75'                                                                                  | Héctor Pinto 10'                                                                                   |                                             |
| 26.11.1977 | Colo-Colo            | 1:0           | Universidad de Chile | Julio Crisosto 65'                                                                                | |                                             |
| 17.07.1977 | Universidad de Chile | 4:5           | Colo-Colo            | Eduardo Peralta 31', Alberto Quintano 52', Jorge Neumann 76', Jorge Luis Ghiso 90+3' (pen.)       | Ramón Héctor Ponce 15', 89', Luis Díaz 22', Manuel Pellegrini 39' (a.g.), Juan Carlos Orellana 79' |                                             |
| 31.10.1976 | Universidad de Chile | 0:1           | Colo-Colo            |                                                                                                   | Julio Crisosto 17'                                                                                 |                                             |
| 04.07.1976 | Colo-Colo            | 2:1           | Universidad de Chile | Julio Crisosto 43', Juan Carlos Orellana 59'                                                      | Atilio Herrera 83' (a.g.)                                                                          |                                             |
| 18.10.1975 | Colo-Colo            | 0:1           | Universidad de Chile |                                                                                                   | Héctor Pinto 55'                                                                                   |                                             |
| 18.05.1975 | Universidad de Chile | 0:1           | Colo-Colo            |                                                                                                   | Luis Araneda 13'                                                                                   |                                             |
| 01.02.1975 | Colo-Colo            | 2:1           | Universidad de Chile | Miguel Ángel Gamboa 18', Julio Crisosto 88'                                                       | Leonardo Montenegro 75'                                                                            |                                             |
| 14.11.1974 | Universidad de Chile | 1:3           | Colo-Colo            | Juan Carlos Sarnari 24'                                                                           | Julio Crisosto 73', 85', Mario Galindo 84'                                                         |                                             |
| 20.02.1974 | Colo-Colo            | 0:2           | Universidad de Chile |                                                                                                   | Jorge Zelada 84', Jorge Socías 90'                                                                 |                                             |
| 28.10.1973 | Universidad de Chile | 0:0           | Colo-Colo            |                                                                                                   | |                                             |
| 18.11.1972 | Universidad de Chile | 3:0           | Colo-Colo            | Jorge Socías 60', 65', 68'                                                                        | |                                             |
| 23.07.1972 | Colo-Colo            | 3:1           | Universidad de Chile | Sergio Messen 6', 75', Carlos Caszely 13'                                                         | Jaime Barrera 22'                                                                                  |                                             |
| 26.09.1971 | Universidad de Chile | 0:0           | Colo-Colo            |                                                                                                   | |                                             |
| 02.05.1971 | Colo-Colo            | 2:1           | Universidad de Chile | Carlos Díaz 66', Víctor Solar 88'                                                                 | Eladio Zárate 42'                                                                                  |                                             |
| 12.12.1970 | Colo-Colo            | 2:1           | Universidad de Chile | Elson Beyruth 55', Guillermo Yávar 69' (a.g.)                                                     | Rubén Marcos 57'                                                                                   |                                             |
| 19.07.1970 | Colo-Colo            | 1:4           | Universidad de Chile | Sergio Ahumada 67'                                                                                | Pedro Araya 1', Guillermo Yávar 7', Jorge Spedaletti 13', 43'                                      |                                             |
| 15.05.1970 | Universidad de Chile | 1:1           | Colo-Colo            | Roberto Hodge 21'                                                                                 | Sergio Ahumada 65'                                                                                 |                                             |
| 27.12.1969 | Colo-Colo            | 2:2           | Universidad de Chile | Víctor Zelada 66', Mario Rodríguez 75'                                                            | Manuel Rodríguez 28', Jorge Spedaletti 63'                                                         |                                             |
| 15.05.1969 | Colo-Colo            | 2:3           | Universidad de Chile | Elson Beyruth 68', Sergio Ramírez 76' (pen.)                                                      | Luis Ventura 8', Jorge Spedaletti 31', Rubén Marcos 90'                                            |                                             |
| 23.03.1969 | Universidad de Chile | 2:2           | Colo-Colo            | Pedro Araya 34', Guillermo Yávar 76'                                                              | Francisco Valdés 49' (pen.), Mario Rodríguez 50'                                                   |                                             |
| 28.07.1968 | Colo-Colo            | 3:4           | Universidad de Chile | Juan Carlos Gangas 30', Víctor Zelada 37', Elson Beyruth 60'                                      | Rubén Marcos 39', 65', 67', Pedro Araya 45'                                                        |                                             |
| 02.06.1968 | Universidad de Chile | 3:0           | Colo-Colo            | Pedro Araya 70', 75', Juan Rodríguez 88'                                                          | |                                             |
| 25.10.1967 | Universidad de Chile | 2:1           | Colo-Colo            | Rubén Marcos 57', Leonel Sánchez 68'                                                              | Pablo Astudillo 75'                                                                                |                                             |
| 11.06.1967 | Colo-Colo            | 2:0           | Universidad de Chile | Víctor Zelada 32' (pen.), Mario Moreno 53'                                                        | |                                             |
| 07.12.1966 | Universidad de Chile | 2:0           | Colo-Colo            | Carlos Campos 52', Leonel Sánchez 78'                                                             | |                                             |
| 14.08.1966 | Colo-Colo            | 3:1           | Universidad de Chile | Francisco Valdés 12', Elson Beyruth 65', Roberto Rojas 75'                                        | Guillermo Yávar 78'                                                                                |                                             |
| 15.01.1966 | Colo-Colo            | 1:3           | Universidad de Chile | Walter Jiménez 62'                                                                                | Roberto Hodges 43', Carlos Campos 44', 81'                                                         |                                             |
| 27.06.1965 | Universidad de Chile | 4:3           | Colo-Colo            | Leonel Sánchez 5', Carlos Campos 20', 82', Pedro Araya 48'                                        | Luis Rivas 44', Elson Beyruth 54', Humberto Cruz 57'                                               |                                             |
| 04.10.1964 | Universidad de Chile | 2:1           | Colo-Colo            | Rubén Marcos 48', Carlos Campos 57'                                                               | Luis Eyzaguirre 52' (a.g.)                                                                         |                                             |
| 31.05.1964 | Colo-Colo            | 0:2           | Universidad de Chile |                                                                                                   | Rubén Marcos 3', Carlos Campos 88'                                                                 |                                             |
| 20.10.1963 | Universidad de Chile | 3:1           | Colo-Colo            | Ernesto Álvarez 24', 88', Leonel Sánchez 68'                                                      | Mario Moreno 77'                                                                                   |                                             |
| 16.06.1963 | Colo-Colo            | 2:0           | Universidad de Chile | Francisco Valdés 52', Luis Hernán Álvarez 60'                                                     | |                                             |
| 19.01.1963 | Universidad de Chile | 6:3           | Colo-Colo            | Ernesto Álvarez 16', Carlos Campos 32', 45', 76', Braulio Musso 37', Rubén Marcos 88'             | Abdón Portillo 17', Bernardo Bello 33', Luis Hernán Álvarez 61'                                    |                                             |
| 16.10.1962 | Colo-Colo            | 1:1           | Universidad de Chile | Juan Soto M 78'                                                                                   | Leonel Sánchez 64' (pen.)                                                                          |                                             |
| 04.11.1961 | Colo-Colo            | 2:2           | Universidad de Chile | Francisco Valdés, Luis Hernán Álvarez                                                             | Carlos Campos (2)                                                                                  |                                             |
| 16.07.1961 | Universidad de Chile | 1:1           | Colo-Colo            | Leonel Sánchez 16'                                                                                | Enrique Hormazábal 53' (pen.)                                                                      |                                             |
| 09.10.1960 | Universidad de Chile | 0:3           | Colo-Colo            |                                                                                                   | Luis Hernán Álvarez 17', Jorge Toro 49', Bernardo Bello 69'                                        |                                             |
| 16.06.1960 | Colo-Colo            | 1:2           | Universidad de Chile | Jorge Herrera 50'                                                                                 | Carlos Campos 20', Luis Ibarra 84'                                                                 |                                             |
| 11.11.1959 | Universidad de Chile | 2:1           | Colo-Colo            | Leonel Sánchez 39', Ernesto Álvarez 50'                                                           | Juan Soto M 70'                                                                                    |                                             |
| 03.11.1959 | Colo-Colo            | 2:3           | Universidad de Chile | Bernardo Bello 16', Enrique Hormazábal 40'                                                        | Osvaldo Díaz 41', Carlos Campos 54' (pen.), Leonel Sánchez 90+5'                                   |                                             |
| 05.07.1959 | Universidad de Chile | 2:2           | Colo-Colo            | Leonel Sánchez 59' (pen.), 79'                                                                    | Juan Soto M 24', 40'                                                                               |                                             |
| 22.11.1958 | Universidad de Chile | 3:2           | Colo-Colo            | Luis Ibarra 17', 54', René Meléndez 28'                                                           | Jorge Robledo 67', Juan Soto M 84'                                                                 |                                             |
| 17.08.1958 | Colo-Colo            | 1:1           | Universidad de Chile | Mario Moreno 43' (pen.)                                                                           | Leonel Sánchez 18'                                                                                 |                                             |
| 06.11.1957 | Universidad de Chile | 3:2           | Colo-Colo            | Norberto Ferrari 2', Carlos Campos 81', 89'                                                       | Enrique Hormazábal 14', 21'                                                                        |                                             |
| 28.07.1957 | Colo-Colo            | 1:1           | Universidad de Chile | Enrique Hormazábal 78'                                                                            | Braulio Musso 18'                                                                                  |                                             |
| 23.09.1956 | Colo-Colo            | 4:2           | Universidad de Chile | Enrique Hormazábal 6', Jorge Robledo 18', 49',Manuel Muñoz 39'                                    | Óscar Meléndez 52', Leonel Sánchez 72'                                                             |                                             |
| 03.06.1956 | Universidad de Chile | 1:4           | Colo-Colo            | Óscar Meléndez 1'                                                                                 | Atilio Cremaschi 6', 8', Mario Moreno 68', Jorge Robledo 90'                                       |                                             |
| 08.12.1955 | Universidad de Chile | 1:5           | Colo-Colo            | Leonel Sánchez 56' (pen.)                                                                         | Manuel Muñoz 53', 68', Mario Moreno 63', Rafael Zamorano 88', Hernán Rodríguez 89'                 |                                             |
| 28.08.1955 | Universidad de Chile | 2:2           | Colo-Colo            | Norberto Ferrari 11', Humberto De Lucca 79'                                                       | Jorge Robledo 57', Juan Salvadores 63'                                                             |                                             |
| 22.05.1955 | Colo-Colo            | 1:1           | Universidad de Chile | Jaime Ramírez 80' (pen.)                                                                          | Norberto Ferrari 50'                                                                               |                                             |
| 15.08.1954 | Universidad de Chile | 0:3           | Colo-Colo            |                                                                                                   | Atilio Cremaschi 69', Manuel Muñoz 86', Caupolicán Peña 89'                                        |                                             |
| 25.04.1954 | Colo-Colo            | 1:3           | Universidad de Chile | Manuel Muñoz 17'                                                                                  | Óscar Meléndez 9', Braulio Musso 53', Miguel Gaete 73'                                             |                                             |
| 29.11.1953 | Universidad de Chile | 1:6           | Colo-Colo            | Braulio Musso                                                                                     | Jorge Robledo 53', 61', 89', Juan Aranda 58', 75', 88'                                             |                                             |
| 30.08.1953 | Colo-Colo            | 4:0           | Universidad de Chile | Jorge Robledo 19', 32', Manuel Muñoz 23', Juan Aranda 70'                                         | |                                             |
| 16.11.1952 | Universidad de Chile | 0:1           | Colo-Colo            |                                                                                                   | Fernando Campos 74' (pen.)                                                                         |                                             |
| 24.08.1952 | Colo-Colo            | 3:1           | Universidad de Chile | Julio Vial 49', 59', 68'                                                                          | Guillermo Arce 7'                                                                                  |                                             |
| 25.05.1952 | Universidad de Chile | 1:0           | Colo-Colo            | José Passeiro 36'                                                                                 | |                                             |
| 07.12.1951 | Universidad de Chile | 1:0           | Colo-Colo            | Arturo Farías 74' (a.g.)                                                                          | |                                             |
| 05.08.1951 | Universidad de Chile | 1:2           | Colo-Colo            | José Passeiro 31'                                                                                 | Héctor Navarro 58', José Santos Arias 73'                                                          |                                             |
| 29.04.1951 | Colo-Colo            | 2:2           | Universidad de Chile | Pedro Morales 44', 75'                                                                            | Héctor Cerioni 3', Saúl Ongaro 47'                                                                 |                                             |
| 23.12.1950 | Universidad de Chile | 2:0           | Colo-Colo            | Jorge Peñaloza 37', 80'                                                                           | |                                             |
| 24.09.1950 | Colo-Colo            | 1:1           | Universidad de Chile | Rubén Jiménez 46'                                                                                 | Mario Maurino 71'                                                                                  |                                             |
| 25.09.1949 | Universidad de Chile | 0:5           | Colo-Colo            |                                                                                                   | Manuel Muñoz 14', 39', Francisco Hormazábal 35', Jorge Peñaloza 37', Mario Castro 84'              |                                             |
| 12.06.1949 | Colo-Colo            | 3:1           | Universidad de Chile | Carlos Cubillos 46', Manuel Muñoz 58', 90+3'                                                      | Pedro Hugo López 63' (pen.)                                                                        |                                             |
| 07.11.1948 | Universidad de Chile | 0:1           | Colo-Colo            |                                                                                                   | Mario Lorca 35'                                                                                    |                                             |
| 27.06.1948 | Colo-Colo            | 4:2           | Universidad de Chile | Pedro Hugo López 20', Mario Lorca 23', Mario Castro 60', 75'                                      | Andrés Coll 15', Jorge Araya 32'                                                                   |                                             |
| 23.11.1947 | Colo-Colo            | 2:1           | Universidad de Chile | Jorge Peñaloza 23', Pedro Hugo López 70'                                                          | Adelmo Yori 51'                                                                                    |                                             |
| 24.08.1947 | Universidad de Chile | 2:2           | Colo-Colo            | José Ban 51', Óscar García 57'                                                                    | Jorge Peñaloza 76', Juan Aranda 84'                                                                |                                             |
| 18.12.1946 | Universidad de Chile | 2:2           | Colo-Colo            | Ubaldo Cruche 43', Óscar García 68'                                                               | Juan Aranda 2', Juan Alcántara 56'                                                                 |                                             |
| 08.09.1946 | Universidad de Chile | 0:2           | Colo-Colo            |                                                                                                   | Alfonso Domínguez 54', Luis H Ibaceta 60'                                                          |                                             |
| 11.05.1946 | Colo-Colo            | 2:2           | Universidad de Chile | Héctor Rojas 33', Carlos Pilassi 73' (a.g.)                                                       | Ubaldo Cruche 44', Ulises Ramos 81'                                                                |                                             |
| 24.11.1945 | Universidad de Chile | 1:1           | Colo-Colo            | Óscar García 84'                                                                                  | Tomás Rojas 5'                                                                                     |                                             |
| 28.07.1945 | Colo-Colo            | 1:2           | Universidad de Chile | Alfonso Domínguez 40'                                                                             | Ubaldo Cruche 16', Ulises Ramos 89'                                                                |                                             |
| 17.09.1944 | Colo-Colo            | 5:1           | Universidad de Chile | Tomás Rojas 2', 78', Armando “Norton” Contreras 25', Francisco Hormazábal 51', Enrique Sorrel 58' | José Balbuena 89'                                                                                  |                                             |
| 11.06.1944 | Universidad de Chile | 1:4           | Colo-Colo            | Ulises Ramos 74'                                                                                  | Jorge Peñaloza 60', 80', Tomás Rojas 76', Eduardo Carrasco 84'                                     |                                             |
| 06.11.1943 | Colo-Colo            | 1:1           | Universidad de Chile | Mario Tossoni 75'                                                                                 | Alejandro Scopelli 83'                                                                             |                                             |
| 25.07.1943 | Universidad de Chile | 0:2           | Colo-Colo            |                                                                                                   | Armando “Norton” Contreras 20', Juan Aranda 33'                                                    |                                             |
| 11.10.1942 | Universidad de Chile | 2:2           | Colo-Colo            | Enrique Gutiérrez 12', 20'                                                                        | César Socarraz 42' (pen.), Segundo Flores 80'                                                      |                                             |
| 12.07.1942 | Colo-Colo            | 0:0           | Universidad de Chile |                                                                                                   | |                                             |
| 19.10.1941 | Universidad de Chile | 2:4           | Colo-Colo            | Voltaires Carvajal 15', 35'                                                                       | Alfonso Domínguez 12', 23', 37', Enrique Sorrel 43'                                                |                                             |
| 31.08.1941 | Colo-Colo            | 2:1           | Universidad de Chile | Alfonso Domínguez 11', Armando “Norton” Contreras 32'                                             | Enrique Gutierrez 18'                                                                              |                                             |
| 29.09.1940 | Universidad de Chile | 1:3           | Colo-Colo            | Ulises Ramos 11'                                                                                  | Alfonso Domínguez 7', Enrique Sorrel 14', 72'                                                      |                                             |
| 12.05.1940 | Colo-Colo            | 1:0           | Universidad de Chile | Tomás Rojas 78'                                                                                   | |                                             |
| 26.11.1939 | Colo-Colo            | 3:2           | Universidad de Chile | Juan Vergara 37', Enrique Sorrel 54', Alfonso Domínguez 80'                                       | Julio Alliende 3', 15'                                                                             |                                             |
| 24.09.1939 | Colo-Colo            | 1:0           | Universidad de Chile | Juan Vergara 85'                                                                                  | |                                             |
| 23.07.1939 | Universidad de Chile | 2:1           | Colo-Colo            | Guillermo Riera 39', Eduardo Holzaphel 80'                                                        | Tomás Rojas 4'                                                                                     |                                             |
| 18.12.1938 | Universidad de Chile | 1:6           | Colo-Colo            | Figueroa 67'                                                                                      | Segundo Flores 2', Tomás Rojas 47', 75', Carlos Arancibia 49', 60', 79'                            |                                             |
| 07.08.1938 | Colo-Colo            | 6:0           | Universidad de Chile | Manuel Arancibia 3', 25', Segundo Flores 8', 72', 75', Carlos Arancibia 54'                       | |                                             |

| 22.01.2020 | Universidad de Chile | 1:2       | Colo-Colo            | Matías Rodríguez 90+4'                                                         | Marcos Bolados 27', Javier Parraguez 30'                                 |
| 02.12.2015 | Universidad de Chile | 1:1 (5:3) | Colo-Colo            | Mathías Corujo 24' Penales: Valencia , Espinoza , Rodríguez , Corujo , Herrera | Luis Pedro Figueroa 90+2' Penales: Valdés , Rodríguez , Barroso , Fierro |
| 03.05.2000 | Universidad de Chile | 3:1       | Colo-Colo            | Cristián Flores 29' (a.g.), Pedro González 79', Rodrigo Barrera 88'            | José Luis Sierra 37'                                                     |
| 04.03.1998 | Universidad de Chile | 1:0       | Colo-Colo            | Richart Báez 72'                                                               |                                                                          |
| 27.02.1998 | Colo-Colo            | 1:0       | Universidad de Chile | Fernando Vergara 78'                                                           |                                                                          |
| 26.11.1996 | Universidad de Chile | 0:2       | Colo-Colo            |                                                                                | Ivo Basay 5' (pen.), Marcelo Espina 71'                                  |
| 20.11.1996 | Colo-Colo            | 2:3       | Universidad de Chile | Pedro Reyes 11', Héctor Tapia 79'                                              | José Luis Sánchez 9', Leonardo Rodríguez 25', Cristian Traverso 90+10'   |
| 10.04.1994 | Universidad de Chile | 4:1       | Colo-Colo            | Marcelo Salas 8', 15', 61', Esteban Valencia 81' (pen.)                        | Rubén Vallejos 88' (pen.)                                                |
| 06.03.1994 | Colo-Colo            | 1:1       | Universidad de Chile | Pedro Reyes 61'                                                                | Raúl Aredes 29'                                                          |
| 04.04.1993 | Universidad de Chile | 0:0       | Colo-Colo            |                                                                                |                                                                          |
| 27.02.1993 | Colo-Colo            | 0:1       | Universidad de Chile |                                                                                | Richard Zambrano 68'                                                     |
| 05.04.1992 | Colo-Colo            | 2:0       | Universidad de Chile | Aníbal González 32', Jaime Pizarro 90+3'                                       |                                                                          |
| 01.03.1992 | Universidad de Chile | 3:3       | Colo-Colo            | Eduardo Cofré 25', Mariano Puyol 48', Cristián Mora 57'                        | Jaime Pizarro 10', Aníbal González 70', Gustavo De Luca 86'              |
| 21.04.1990 | Colo-Colo            | 1:0       | Universidad de Chile | Rubén Espinoza 90'                                                             |                                                                          |
| 17.03.1990 | Universidad de Chile | 0:3       | Colo-Colo            |                                                                                | Sergio Salgado 32', Ricardo Dabrowski 39', Horacio Rivas 17' (a.g.)      |
| 25.05.1989 | Universidad de Chile | 1:1       | Colo-Colo            | Héctor Hoffens 17' Penales: Díaz , Olguín , Castec , Reynero                   | Marcelo Barticciotto 51' Penales: Díaz , Soto , Salgado                  |
| 01.04.1989 | Colo-Colo            | 4:0       | Universidad de Chile | Guillermo Carreño 19', Rubén Espinoza 67', Raúl Ormeño 76', Sergio Díaz 84'    |                                                                          |
| 05.06.1988 | Universidad de Chile | 2:1       | Colo-Colo            | Raúl Toro 16', Héctor Hoffens 51'                                              | Juan Gutiérrez 83'                                                       |
| 17.04.1988 | Colo-Colo            | 3:0       | Universidad de Chile | Arturo Jáuregui 10', Leonardo Montenegro 21', Jaime Pizarro 26' (pen.)         |                                                                          |
| 06.04.1985 | Universidad de Chile | 2:2       | Colo-Colo            | Mariano Puyol 11', 74'                                                         | Víctor Cabrera 42', 43'                                                  |
| 24.02.1985 | Colo-Colo            | 2:1       | Universidad de Chile | Carlos Caszely 65', Leonel Herrera 70' (pen.)                                  | Héctor Díaz 83'                                                          |
| 03.07.1984 | Colo-Colo            | 1:2       | Universidad de Chile | Carlos Caszely 16'                                                             | Mariano Puyol 53', Néstor Di Luca 76'                                    |
| 10.06.1984 | Universidad de Chile | 1:0       | Colo-Colo            | Mariano Puyol 69'                                                              |                                                                          |
| 01.05.1983 | Colo-Colo            | 4:1       | Universidad de Chile | Severino Vasconcelos 16', Jaime Vera 21', 30', Horacio Simaldone 62'           | Luis Rodríguez 66'                                                       |
| 19.03.1983 | Universidad de Chile | 0:0       | Colo-Colo            |                                                                                |                                                                          |
| 05.06.1982 | Colo-Colo            | 3:1       | Universidad de Chile | Severino Vasconcelos 44', René Orlando Houseman 57', José Luis Álvarez 81'     | Marcelo Silva 20'                                                        |
| 09.05.1982 | Universidad de Chile | 0:0       | Colo-Colo            |                                                                                |                                                                          |
| 04.04.1982 | Colo-Colo            | 0:3       | Universidad de Chile |                                                                                | Liminha 57', Jorge Socías 65', Marcelo Silva 76'                         |
| 26.04.1981 | Colo-Colo            | 1:0       | Universidad de Chile | Severino Vasconcelos 85'                                                       |                                                                          |
| 01.04.1981 | Universidad de Chile | 0:2       | Colo-Colo            |                                                                                | José Luis Álvarez 16', 74'                                               |
| 09.03.1980 | Colo-Colo            | 0:0       | Universidad de Chile |                                                                                |                                                                          |
| 20.02.1980 | Universidad de Chile | 1:2       | Colo-Colo            | Arturo Salah 78'                                                               | Ramón Héctor Ponce 41', Juan Carlos Orellana 51'                         |
| 14.04.1979 | Universidad de Chile | 2:1       | Colo-Colo            | Luis Alberto Ramos 18', Héctor Hoffens 51'                                     | Atilio Herrera 3'                                                        |
| 18.03.1979 | Colo-Colo            | 2:0       | Universidad de Chile | Leonardo Véliz 25', Atilio Herrera 32'                                         |                                                                          |
| 29.02.1979 | Universidad de Chile | 1:0       | Colo-Colo            | Alberto Quintano 53'                                                           |                                                                          |
| 25.03.1977 | Universidad de Chile | 1:3       | Colo-Colo            | Juan Soto Q. 5'                                                                | Juan Carlos Orellana 11', 85' (pen.), Ramón Héctor Ponce 60'             |
| 23.03.1977 | Colo-Colo            | 0:0       | Universidad de Chile |                                                                                |                                                                          |
| 25.07.1974 | Universidad de Chile | 1:2       | Colo-Colo            | Héctor Pinto 21'                                                               | Miguel Ángel Gamboa 39', 46'                                             |
| 01.05.1974 | Colo-Colo            | 1:2       | Universidad de Chile | Germán Elissetche 10'                                                          | Eduardo Bonvallet 15', Carlos Arratia 89'                                |
| 22.12.1959 | Universidad de Chile | 1:0       | Colo-Colo            | Luis Ibarra 75'                                                                |                                                                          |

| 25 o 26.01.2025 | Colo-Colo | : | Universidad de Chile |  |  |

| \| Fecha \| Cancha \| Local \| Visita \| Res. \| Goles Colo-Colo \| Goles U. de Chile \| \| ---------- \| ----------- \| --------- \| ----------- \| ---- \| ---------------------------------------------------- \| --------------------------- \| \| 05.05.1940 \| Nacional \| Colo-Colo \| U. de Chile \| 3:2 \| J. Vergara 12', A. Domínguez 51', 62' \| A. Passalacqua 2', 79' \| \| 19.04.1942 \| Carabineros \| Colo-Colo \| U. de Chile \| 3:3 \| A. Domínguez (2), J. Riera (ag) \| E. Gutiérrez, V. Alonso (2) \| \| 25.04.1943 \| Carabineros \| Colo-Colo \| U. de Chile \| 2:1 \| A. Contreras, C. Socarraz \| J. Sepúlveda \| \| 15.04.1944 \| Carabineros \| Colo-Colo \| U. de Chile \| 5:1 \| L. Fujiwara, F. Hormazábal, Héctor Rojas (2), C. Ruz \| A. Scopelli \| \| 14.04.1945 \| Carabineros \| Colo-Colo \| U. de Chile \| 1:1 \| T. Rojas \| O. Vogliolo \| \| 27.04.1947 \| Nacional \| Colo-Colo \| U. de Chile \| 0:1 \| \| J. Balbuena \| \| \| \| \| \| \| \| \| |             |           |             |      |                                                      |                             |
| Fecha | Cancha      | Local     | Visita      | Res. | Goles Colo-Colo                                      | Goles U. de Chile           |
| 05.05.1940 | Nacional    | Colo-Colo | U. de Chile | 3:2  | J. Vergara 12', A. Domínguez 51', 62'                | A. Passalacqua 2', 79'      |
| 19.04.1942 | Carabineros | Colo-Colo | U. de Chile | 3:3  | A. Domínguez (2), J. Riera (ag)                      | E. Gutiérrez, V. Alonso (2) |
| 25.04.1943 | Carabineros | Colo-Colo | U. de Chile | 2:1  | A. Contreras, C. Socarraz                            | J. Sepúlveda                |
| 15.04.1944 | Carabineros | Colo-Colo | U. de Chile | 5:1  | L. Fujiwara, F. Hormazábal, Héctor Rojas (2), C. Ruz | A. Scopelli                 |
| 14.04.1945 | Carabineros | Colo-Colo | U. de Chile | 1:1  | T. Rojas                                             | O. Vogliolo                 |
| 27.04.1947 | Nacional    | Colo-Colo | U. de Chile | 0:1  |                                                      | J. Balbuena                 |
| |             |           |             |      |                                                      |                             |

| \| Fecha \| Cancha \| Local \| Visita \| Res. \| Goles local \| Goles visita \| \| ---------- \| ---------- \| -------------------- \| -------------------- \| ---- \| ----------- \| --------------------------------------- \| \| 28.07.1999 \| Nacional \| Universidad de Chile \| Colo-Colo \| 0:2 \| \| S. González 41', M. González 47' (a.g.) \| \| 09.09.1999 \| Monumental \| Colo-Colo \| Universidad de Chile \| 0:0 \| \| \| |            |                      |                      |      |             |                                         |
| Fecha | Cancha     | Local                | Visita               | Res. | Goles local | Goles visita                            |
| 28.07.1999 | Nacional   | Universidad de Chile | Colo-Colo            | 0:2  |             | S. González 41', M. González 47' (a.g.) |
| 09.09.1999 | Monumental | Colo-Colo            | Universidad de Chile | 0:0  |             |                                         |

| \| Fecha \| Cancha \| Local \| Visita \| Res. \| Goles local \| Goles visita \| \| ---------- \| -------- \| --------- \| -------------------- \| ---- \| ------------------------------------- \| ------------- \| \| 14.01.2022 \| La Plata \| Colo-Colo \| Universidad de Chile \| 2:1 \| G. Costa Heredia 45+6', M. Falcón 48' \| D. Osorio 84' \| |          |           |                      |      |                                       |               |
| Fecha | Cancha   | Local     | Visita               | Res. | Goles local                           | Goles visita  |
| 14.01.2022 | La Plata | Colo-Colo | Universidad de Chile | 2:1  | G. Costa Heredia 45+6', M. Falcón 48' | D. Osorio 84' |

| \| Fecha \| Cancha \| Local \| Visita \| Res. \| Goles local \| Goles visita \| \| ---------- \| -------- \| -------------------- \| -------------------- \| ---- \| --------------------------------- \| ---------------------------------- \| \| 04.12.1976 \| Nacional \| Colo-Colo \| Universidad de Chile \| 2:2 \| Orellana 60' (pen.), Crisosto 70' \| Bigorra 9', Pinto 89' \| \| 22.12.1976 \| Nacional \| Universidad de Chile \| Colo-Colo \| 2:2 \| Socías 7', Pellegrini 85' \| Orellana 5', 78' \| \| 24.12.1980 \| Nacional \| Colo-Colo \| Universidad de Chile \| 2:2 \| Miranda 49', Vasconcelos 85' \| Montenegro 25' (pen.), Mondaca 56' \| \| 27.12.1980 \| Nacional \| Universidad de Chile \| Colo-Colo \| 1:1 \| Pellegrini 56' \| Rivas 61' (pen.) \| \| 03.01.1981 \| Nacional \| Universidad de Chile \| Colo-Colo \| 2:1 \| Castec 15', Salah 87' \| Vasconcelos 42' \| \| 05.02.1983 \| Nacional \| Colo-Colo \| Universidad de Chile \| 3:2 \| Caszely 1', Ormeño 46', 53' \| Gamboa 27', Socías 38' \| \| 05.02.1987 \| Nacional \| Universidad de Chile \| Colo-Colo \| 0:0 \| - \| - \| \| 10.01.1993 \| Nacional \| Colo-Colo \| Universidad de Chile \| 1:0 \| Hugo Rubio 88' \| - \| |          |                      |                      |      |                                   |                                    |
| Fecha | Cancha   | Local                | Visita               | Res. | Goles local                       | Goles visita                       |
| 04.12.1976 | Nacional | Colo-Colo            | Universidad de Chile | 2:2  | Orellana 60' (pen.), Crisosto 70' | Bigorra 9', Pinto 89'              |
| 22.12.1976 | Nacional | Universidad de Chile | Colo-Colo            | 2:2  | Socías 7', Pellegrini 85'         | Orellana 5', 78'                   |
| 24.12.1980 | Nacional | Colo-Colo            | Universidad de Chile | 2:2  | Miranda 49', Vasconcelos 85'      | Montenegro 25' (pen.), Mondaca 56' |
| 27.12.1980 | Nacional | Universidad de Chile | Colo-Colo            | 1:1  | Pellegrini 56'                    | Rivas 61' (pen.)                   |
| 03.01.1981 | Nacional | Universidad de Chile | Colo-Colo            | 2:1  | Castec 15', Salah 87'             | Vasconcelos 42'                    |
| 05.02.1983 | Nacional | Colo-Colo            | Universidad de Chile | 3:2  | Caszely 1', Ormeño 46', 53'       | Gamboa 27', Socías 38'             |
| 05.02.1987 | Nacional | Universidad de Chile | Colo-Colo            | 0:0  | -                                 | -                                  |
| 10.01.1993 | Nacional | Colo-Colo            | Universidad de Chile | 1:0  | Hugo Rubio 88'                    | -                                  |

## Historial estadístico
- Actualizado al último partido disputado: 12 de julio de 2025.

| Competición                              | PJ  | GCC | PE | GUCH | GolCC | GolUCH |
| ---------------------------------------- | --- | --- | -- | ---- | ----- | ------ |
| Campeonato Nacional de Primera División  | 145 | 68  | 40 | 37   | 256   | 175    |
| Torneo de Apertura de Primera División   | 19  | 9   | 4  | 6    | 25    | 24     |
| Torneo de Clausura de Primera División   | 17  | 9   | 7  | 1    | 23    | 12     |
| Torneo de Transición de Primera División | 2   | 1   | 0  | 1    | 6     | 4      |
| Torneo Metropolitano de Primera División | 6   | 0   | 2  | 4    | 9     | 17     |
| Liguilla Pre-Libertadores                | 8   | 2   | 5  | 1    | 12    | 11     |
| Total Primera División                   | 197 | 89  | 58 | 50   | 331   | 243    |
| Copa Chile(1)                            | 15  | 5   | 5  | 5    | 20    | 19     |
| Copa Polla Gol(2)                        | 16  | 7   | 4  | 5    | 20    | 15     |
| Copa Digeder(3)                          | 6   | 4   | 1  | 1    | 13    | 3      |
| Copa Apertura(4)                         | 3   | 1   | 0  | 2    | 2     | 4      |
| Total Copa Chile                         | 40  | 17  | 10 | 13   | 55    | 41     |
| Campeonato de Apertura(5)(6)             | 3   | 1   | 1  | 1    | 6     | 6      |
| Campeonato de Campeones(7)               | 3   | 2   | 1  | 0    | 8     | 3      |
| Total de copas domésticas extintas       | 6   | 3   | 2  | 1    | 14    | 9      |
| Copa Mercosur                            | 2   | 1   | 1  | 0    | 2     | 0      |
| Total internacional                      | 2   | 1   | 1  | 0    | 2     | 0      |
| Total oficial                            | 245 | 110 | 71 | 64   | 402   | 293    |

| PJ: partidos jugados                  |
| GCC: ganador Colo-Colo                |
| GUCH: ganador Universidad de Chile    |
| PE: partidos empatados                |
| GolCC: goles de Colo-Colo             |
| GolUCH: goles de Universidad de Chile |

### Estadios
- Actualizado al último partido disputado: 12 de julio de 2025.

| Estadio                 | PJ  | GCC | E  | GUCH | GolCC | GolUCH | Años      |
| ----------------------- | --- | --- | -- | ---- | ----- | ------ | --------- |
| Campos de Sports        | 1   | 1   | 0  | 0    | 6     | 0      | 1938      |
| Estadio de Carabineros  | 5   | 4   | 1  | 0    | 12    | 3      | 1938-1943 |
| Estadio Militar         | 1   | 0   | 1  | 0    | 0     | 0      | 1942      |
| Estadio Independencia   | 3   | 1   | 2  | 0    | 4     | 3      | 1945-1948 |
| Estadio Santa Laura     | 4   | 1   | 2  | 1    | 3     | 3      | 1973-2023 |
| Estadio Nacional        | 146 | 60  | 41 | 45   | 238   | 205    | 1939-     |
| Estadio Monumental      | 35  | 20  | 11 | 4    | 62    | 27     | 1990-     |
| Estadio El Teniente     | 1   | 1   | 0  | 0    | 3     | 1      | 2021      |
| Estadio Fiscal de Talca | 1   | 1   | 0  | 0    | 3     | 1      | 2022      |
| Total Primera División  | 197 | 89  | 58 | 50   | 331   | 243    | 1938-     |

## Récords[76]

### Goleadores[77]
Actualizado al 6 de septiembre de 2020
| Posición | Jugador              | Equipo               | PD | CAp | CCh | LpL | TOTAL |
| -------- | -------------------- | -------------------- | -- | --- | --- | --- | ----- |
| 1.       | Carlos Campos        | Universidad de Chile | 16 |     |     |     | 16    |
| 1.       | Esteban Paredes      | Colo-Colo            | 16 |     |     |     | 16    |
| 3.       | Leonel Sánchez       | Universidad de Chile | 14 |     |     |     | 14    |
| 4.       | Alfonso Domínguez    | Colo-Colo            | 8  | 4   |     |     | 12    |
| 5.       | Carlos Caszely       | Colo-Colo            | 8  |     | 2   | 1   | 11    |
| 6.       | Jorge Robledo        | Colo-Colo            | 10 |     |     |     | 10    |
| 6.       | Manuel Muñoz         | Colo-Colo            | 10 |     |     |     | 10    |
| 8.       | Severino Vasconcelos | Colo-Colo            | 4  |     | 3   | 2   | 9     |
| 8.       | Tomás Rojas          | Colo-Colo            | 8  | 1   |     |     | 9     |
| 8.       | Ruben Marcos         | Universidad de Chile | 9  |     |     |     | 9     |
| 11.      | Jorge Socías         | Universidad de Chile | 5  |     | 1   | 2   | 8     |
| 11.      | Juan Carlos Orellana | Colo-Colo            | 2  |     | 3   | 3   | 8     |
| 13.      | Diego Rivarola       | Universidad de Chile | 7  |     |     |     | 7     |
| 13.      | Héctor Hoffens       | Universidad de Chile | 4  |     | 3   |     | 7     |
| 13.      | Juan Aranda          | Colo-Colo            | 7  |     |     |     | 7     |
| 13.      | Julio Crisosto       | Colo-Colo            | 6  |     |     | 1   | 7     |
| 13.      | Marcelo Salas        | Universidad de Chile | 4  |     | 3   |     | 7     |
| 13.      | Ramón Héctor Ponce   | Colo-Colo            | 5  |     | 2   |     | 7     |

### Los que más lo jugaron
| Jugador        | Equipo               | Presencias |
| -------------- | -------------------- | ---------- |
| Misael Escuti  | Colo-Colo            | 37         |
| Leonel Sánchez | Ambos                | 33         |
| Mario Ibáñez   | Universidad de Chile | 31         |
| Leonel Herrera | Colo-Colo            | 31         |
| Raúl Ormeño    | Colo-Colo            | 31         |
| Luis Musrri    | Universidad de Chile | 29         |

Solo considera los partidos por torneos de primera división.

### Mayor cantidad de asistentes
| Año        | Estadio          | Público |
| ---------- | ---------------- | ------- |
| 16.11.1986 | Estadio Nacional | 77.584  |
| 27.09.1980 | Estadio Nacional | 76.556  |

### Llaves eliminatorias entre Universidad de Chile y Colo-Colo
| Fecha                 | Resultado                                                   | Motivo                                          | Ganador de la llave  |
| --------------------- | ----------------------------------------------------------- | ----------------------------------------------- | -------------------- |
| 05.05.1940            | Colo-Colo 3-2 Universidad de Chile                          | Campeonato Apertura 1940 - Final                | Colo-Colo            |
| 27.04.1947            | Universidad de Chile 1-0 Colo-Colo                          | Copa de Preparación 1947 - Octavos de final     | Universidad de Chile |
| 11.11.1959            | Universidad de Chile 2-1 Colo-Colo                          | Campeonato Nacional 1959 - Final                | Universidad de Chile |
| 22.12.1959            | Universidad de Chile 1-0 Colo-Colo                          | Copa Chile 1959 - Definición tercer puesto      | Universidad de Chile |
| 23.03.1977 25.03.1977 | Colo-Colo 0-0 Universidad de Chile 1-3 Colo-Colo            | Copa Chile 1977 - Cuartos de final              | Colo-Colo            |
| 14.04.1979            | Universidad de Chile 2-1 Colo-Colo                          | Copa Chile 1979 - Final                         | Universidad de Chile |
| 03.01.1981            | Universidad de Chile 2-1 Colo-Colo                          | Liguilla Pre-Libertadores 1980 - Definición     | Universidad de Chile |
| 19.11.1996 26.11.1996 | Colo-Colo 2-3 Universidad de Chile 0-2 Colo-Colo            | Copa Chile 1996 - Semifinales                   | Colo-Colo            |
| 03.05.2000            | Universidad de Chile 3-1 Colo-Colo                          | Copa Chile 2000 - Semifinal                     | Universidad de Chile |
| 28.06.2006 02.07.2006 | Universidad de Chile 1-2 Colo-Colo 0-1 Universidad de Chile | Campeonato Nacional Apertura 2006 - Final       | Colo-Colo            |
| 13.12.2007 16.12.2007 | Colo-Colo 2-0 Universidad de Chile 0-1 Colo-Colo            | Campeonato Nacional Clausura 2007 - Semifinales | Colo-Colo            |
| 17.06.2012 24.06.2012 | Colo-Colo 2-0 Universidad de Chile 4-0 Colo-Colo            | Campeonato Nacional Apertura 2012 - Semifinales | Universidad de Chile |
| 02.12.2015            | Universidad de Chile 1(5)-1(3) Colo-Colo                    | Copa Chile 2015 - Final                         | Universidad de Chile |
| 22.01.2020            | Universidad de Chile 1-2 Colo-Colo                          | Copa Chile 2019 - Final                         | Colo-Colo            |

### Mayores Goleadas

#### Colo-Colo
| Fecha      | Resultado                          | Motivo      |
| ---------- | ---------------------------------- | ----------- |
| 07.08.1938 | Colo-Colo 6-0 Universidad de Chile | C. Nacional |
| 18.12.1938 | Colo-Colo 6-1 Universidad de Chile | C. Nacional |
| 15.04.1944 | Colo-Colo 5-1 Universidad de Chile | Apertura    |
| 11.06.1944 | Universidad de Chile 1-4 Colo-Colo | C. Nacional |
| 25.09.1949 | Universidad de Chile 0-5 Colo-Colo | C. Nacional |
| 30.08.1953 | Colo-Colo 4-0 Universidad de Chile | C. Nacional |
| 29.11.1953 | Universidad de Chile 1-6 Colo-Colo | C. Nacional |
| 08.12.1955 | Universidad de Chile 1-5 Colo-Colo | C. Nacional |
| 03.06.1956 | Universidad de Chile 1-4 Colo-Colo | C. Nacional |
| 01.05.1983 | Colo-Colo 4-1 Universidad de Chile | Copa Chile  |
| 01.04.1989 | Colo-Colo 4-0 Universidad de Chile | Copa Chile  |
| 07.03.1999 | Colo-Colo 5-2 Universidad de Chile | C. Nacional |
| 27.08.2017 | Colo-Colo 4-1 Universidad de Chile | C. Nacional |
| 06.03.2022 | Colo-Colo 4-1 Universidad de Chile | C. Nacional |

#### Universidad de Chile
| Fecha      | Resultado                          | Motivo        |
| ---------- | ---------------------------------- | ------------- |
| 19.01.1963 | Universidad de Chile 6-3 Colo-Colo | C. Nacional   |
| 19.07.1970 | Colo-Colo 1-4 Universidad de Chile | Metropolitano |
| 10.04.1994 | Universidad de Chile 4-1 Colo-Colo | Copa Chile    |
| 08.02.2004 | Colo-Colo 0-4 Universidad de Chile | C. Apertura   |
| 29.04.2012 | Universidad de Chile 5-0 Colo-Colo | C. Apertura   |
| 24.06.2012 | Universidad de Chile 4-0 Colo-Colo | C. Apertura   |

Se tienen en cuenta solo los partidos en que el equipo ganador haya marcado al menos cuatro goles y haya logrado al menos una diferencia de tres.

### Definiciones de títulos entre Universidad de Chile y Colo-Colo
| Año  | Motivo                      | Puntos en el campeonato   | Partido de definición o resultados de ida y vuelta | Campeón              |
| ---- | --------------------------- | ------------------------- | -------------------------------------------------- | -------------------- |
| 1940 | Campeonato de Apertura 1940 | -                         | CC 3-2 UCH                                         | Colo-Colo            |
| 1959 | Primera División 1959       | UCH (38 pts); CC (38 pts) | UCH 2-1 CC *                                       | Universidad de Chile |
| 1979 | Copa Chile 1979             | -                         | UCH 2-1 CC                                         | Universidad de Chile |
| 2006 | Apertura 2006               | -                         | UCH 1-2 CC; CC 0-1 UCH (Pen: 4-2)                  | Colo-Colo            |
| 2015 | Copa Chile 2015             | -                         | UCH 1-1 CC (Pen: 5-3)                              | Universidad de Chile |
| 2020 | Copa Chile 2019             |                           | UCH 1 - 2 CC                                       | Colo-Colo            |

### Rachas de invicto

#### Colo-Colo
| Torneo           | Partidos | Desde      | Hasta      |
| ---------------- | -------- | ---------- | ---------- |
| Primera División | 21       | 05.05.2013 | 10.03.2024 |
| Copa Chile       | 4        | 20.02.1980 | 26.04.1981 |
| Amistosos        | 7        | 07.02.1999 | 07.10.2000 |
| Todos            | 23       | 05.05.2013 | 10.03.2024 |

#### Universidad de Chile
| Torneo           | Partidos | Desde      | Hasta      |
| ---------------- | -------- | ---------- | ---------- |
| Primera División | 8        | 25.10.1967 | 19.07.1970 |
| Copa Chile       | 5        | 27.02.1993 | 20.11.1996 |
| Amistosos        | 7        | 01.02.2004 | 12.01.2005 |
| Todos            | 9        | 28.07.1957 | 16.06.1960 |

## Palmarés
Se expone una tabla comparativa de competiciones oficiales, nacionales e internacionales, ganadas por ambos clubes. A esta tabla deben agregarse los Campeonatos de Apertura de 1933, 1938 y 1940, el Campeonato de Campeones de 1945, el Campeonato Absoluto de 1937 y el Campeonato Nacional de Football por el 4.º Centenario de Valparaíso, ganados por Colo-Colo. En el caso de Universidad de Chile, cuenta también la Copa Francisco Candelori de 1969.
| Títulos     | Torneos Nacionales | Torneos Nacionales | Torneos Nacionales | Torneos Nacionales | Torneos continentales | Torneos continentales | Torneos continentales | Torneos continentales | Total |
| Títulos     | Primera División   | Primera B          | Copa Chile         | Supercopa de Chile | Copa Libertadores     | Copa Sudamericana     | Recopa Sudamericana   | Copa Interamericana   | Total |
| Títulos     |                    |                    |                    |                    |                       |                       |                       | Campeón               | Total |
| ----------- | ------------------ | ------------------ | ------------------ | ------------------ | --------------------- | --------------------- | --------------------- | --------------------- | ----- |
| Colo-Colo   | 34                 | 0                  | 14                 | 4                  | 1                     | 0                     | 1                     | 1                     | 55    |
| U. de Chile | 18                 | 1                  | 6                  | 1                  | 0                     | 1                     | 0                     | 0                     | 27    |

Datos actualizados 21 de noviembre de 2024.

## Futbolistas que han jugado por los dos equipos
| Lista completa |
| --- |
| A - Charles Aránguiz - Francisco Arrué - Moisés Ávila B - Jean Beausejour - Hugo Bello - Leandro Benegas C - Nicolás Canales - Cristián Canío - Rafael Caroca - Roberto Cereceda D - Fernando de Paul - Rogelio Delgado - Alfonso Domínguez - Mauricio Donoso E - Valentín Eraso - Fabián Estay F - Ramón Fernández - Luis Pedro Figueroa G - Miguel Ángel Gamboa - Juan Carlos Gangas - Paulo Garcés - Fabián Guevara H - Emilio Hernández - Valber Huerta I - Mauricio Illesca J - Gonzalo Jara K - Juan Koscina L - Mario Lara - Hugo Lepe - Pedro López M - Paulo Magalhaes - Javier Mascaró - Nicolás Maturana - Leonardo Montenegro - Pedro Morales - Rodolfo Moya N - Sergio Navarro - Adolfo Nef O - Yerson Opazo P - Marcelo Pacheco - Pablo Parra - Jorge Peñaloza - Héctor Pinto - Miguel Pinto R - Jaime Ramírez Banda - Jaime Ramírez Manríquez - Luis Alberto Ramos - Pedro Reyes - Alejo Rodríguez - Juan Rodríguez - Gabriel Rodríguez - Héctor Rojas - Oscar Rojas - Ricardo Rojas - Patricio Rubio S - José Sabaj - Sergio Salgado - Leonel Sánchez - José Santos - Alejandro Silva - Víctor Solar - Carlos Soto - Juan Soto Quintana - Joel Soto U - Marcelo Urzúa V - Leonardo Valencia - Severino Vasconcelos - Nery Veloso - Marcelo Vega - Augusto Vergara - Fernando Vergara - Christian Vilches - Manuel Villalobos - Alex Von-Schwedler W - Óscar Wirth Y - Patricio Yáñez Z - Matías Zaldivia - Richard Zambrano - Víctor Zelada - Alonso Zúñiga |

Campeón con ambos equipos:
| Jugador              | Colo-Colo | U. de Chile |
| -------------------- | --- | --- |
| Fabián Guevara       | Primera División de Chile 1996 | Primera División de Chile 1994 |
| Hugo Lepe            | Primera División de Chile 1963 | Primera División de Chile 1959 |
| Ricardo Rojas        | Torneo Clausura 2008 | Copa Apertura 1998 Primera División de Chile 1999 Primera División de Chile 2000 Copa Apertura 2000                                                                                       |
| Leonel Sánchez       | Primera División de Chile 1970 | Primera División de Chile 1959 Primera División de Chile 1962 Primera División de Chile 1964 Primera División de Chile 1965 Primera División de Chile 1967 Primera División de Chile 1969 |
| Severino Vasconcelos | Primera División de Chile 1979 Primera División de Chile 1981 Primera División de Chile 1983 Copa Chile 1981 Copa Chile 1982                                               | Segunda División de Chile 1989 |
| Juan Soto Quintana   | Copa Chile 1988 Copa Chile 1989 Primera División de Chile 1989 | Copa Chile 1979 |
| Leonardo Montenegro  | Copa Chile 1988 Copa Chile 1989 Primera División de Chile 1989 Copa Chile 1990                                                                                             | Copa Chile 1979 |
| Alex von Schwedler   | Torneo Clausura 2009 | Primera División de Chile 1999 Primera División de Chile 2000 Copa Apertura 2000 |
| Manuel Villalobos    | Primera División de Chile 1998 | Torneo Apertura 2009 |
| Adolfo Nef           | Primera División de Chile 1979 Copa Chile 1974 | Primera División de Chile 1965 Primera División de Chile 1967 Primera División de Chile 1969                                                                                              |
| Juan Carlos Gangas   | Primera División de Chile 1970 | Primera División de Chile 1964 Primera División de Chile 1965 Primera División de Chile 1967                                                                                              |
| Alejo Rodríguez      | Copa Chile 1988 Copa Chile 1989 | Segunda División de Chile 1989 |
| Gabriel Rodríguez    | Primera División de Chile 1979 | Primera División de Chile 1969 |
| Alejandro Silva      | Primera División de Chile 1970 Primera División de Chile 1972 | Primera División de Chile 1969 |
| Charles Aránguiz     | Torneo Clausura 2009 | Torneo Apertura 2011 Torneo Clausura 2011 Copa Sudamericana 2011 Torneo Apertura 2012 Copa Chile 2012-13 Copa Chile 2024                                                                  |
| Paulo Magalhaes      | Torneo Clausura 2009 | Torneo Clausura 2011 Copa Sudamericana 2011 Torneo Apertura 2012 Copa Chile 2012-13 Torneo Apertura 2014 Supercopa de Chile 2015 Copa Chile 2015                                          |
| Roberto Cereceda     | Torneo Clausura 2007 Torneo Clausura 2008 Torneo Clausura 2009 | Torneo Apertura 2012 Torneo Apertura 2014 Copa Chile 2012-13 |
| Patricio Rubio       | Torneo Clausura 2006 | Torneo Apertura 2014 Supercopa de Chile 2015 Copa Chile 2015 |
| Valber Huerta        | Copa Chile 2016 | Torneo Apertura 2012 Copa Chile 2012-13 |
| Ramón Fernández      | Copa Chile 2016 Supercopa de Chile 2017 Torneo Transición 2017 | Copa Chile 2012-13 Torneo Apertura 2014 |
| Jean Beausejour      | Torneo Apertura 2015 | Torneo Clausura 2017 |
| Christian Vilches    | Torneo Clausura 2014 | Torneo Clausura 2017 |
| Gonzalo Jara         | Torneo Apertura 2007 Torneo Clausura 2007 Torneo Clausura 2008 | Torneo Clausura 2017 |
| Nicolás Maturana     | Supercopa de Chile 2017 Torneo Transición 2017 | Torneo Apertura 2011 Torneo Clausura 2011 Copa Sudamericana 2011 Copa Chile 2012-13 |
| Leonardo Valencia    | Copa Chile 2019 | Supercopa de Chile 2015 Copa Chile 2015 |
| Miguel Pinto         | Copa Chile 2019 | Torneo Apertura 2004 Torneo Apertura 2009 |
| Matías Zaldivia      | Torneo Apertura 2015 Copa Chile 2016 Torneo Transición 2017 Supercopa de Chile 2018 Copa Chile 2019 Copa Chile 2021 Supercopa de Chile 2022 Primera División de Chile 2022 | Copa Chile 2024 |

### Entrenadores que han dirigido a los dos equipos
| Lista completa |
| --- |
| A - Luis Álamos C - Hernán Carrasco H - Roberto Hernández M - Pedro Morales S - Arturo Salah T - Hugo Tassara - Luis Tirado |